# Rin
El Rin (en alemán: Rhein; en francés: Rhin; en neerlandés: Rijn; en romanche: Rain) es un importante río de Europa, siendo la vía fluvial más utilizada de la Unión Europea (UE). Con una longitud de 1230 km (14° más largo de Europa), es navegable en un tramo de 883 km entre Basilea (Suiza) y su delta en el mar del Norte. Su caudal medio es de 2100 m³/s, y forma un delta común con el río Mosa. Entre las ciudades más grandes e importantes del Rin se encuentran Basilea (Suiza), Estrasburgo (Francia), Colonia, Düsseldorf (Alemania) y Róterdam (Países Bajos).
Junto con el Danubio, el Rin constituía la mayor parte de la frontera septentrional (el limes) del Imperio romano. Los romanos lo denominaban Rhēnus. Más tarde, franceses y alemanes lucharon en este río para afirmar su poder. El Rin también sirvió como una importante ruta para el comercio, generando riqueza para varios pueblos, desde frisones y vikingos hasta los mercaderes de la Liga Hanseática y la Edad de Oro de Ámsterdam.
Inicialmente, fue la industria textil la que descubrió los beneficios del Rin. Después vino la industria química, y en las últimas décadas se han construido a orillas del río algunas de las plantas siderúrgicas, automotrices, textiles y químicas más grandes del mundo, con canales que conectan el Rin con el Mar Báltico, el mar Mediterráneo y el océano Atlántico. Sin embargo, los embarques de mercancías libres a lo largo del Rin solo ha sido posible desde 1868, cuando se firmó la Convención de Mannheim.
El Rin atraviesa regiones muy diferentes, lo que afecta su régimen y sus posibilidades de uso. Además cuenta con puntos destacados dentro de la geografía europea como las cataratas del Rin en Schaffhausen que constituyen el salto de agua de mayor caudal promedio del continente.
El río también ha jugado un papel central en la configuración de la cultura de Europa. Así, entre las variadas actividades culturales y de esparcimiento, durante los meses más cálidos, miles de personas se bañan en sus aguas a su paso por Suiza.

## Generalidades

### Estadísticas
El Rin, que se ha considerado durante varias décadas que tenía una longitud de  1320 km, tiene en realidad  1232,7 km Bruno Kremer, biólogo de la Universidad de Colonia, planteó la cuestión de la longitud exacta del Rin a principios de 2010, sospechando una inversión de los dígitos que marcan las centenas y las decenas en una fuente inicial de referencia, luego reproducida por todas los demás. La Comisión Internacional para la Hidrología de la Cuenca del Rin resolvió la cuestión en enero de 2015, a favor de 1232,7 km, tras recopilar los datos que le transmitieron las autoridades suizas, alemanas y neerlandesas.
Una longitud de 883 km es accesible para grandes embarcaciones. En su desembocadura, su caudal medio es de unos 2330 m³/s; el máximo medido alcanzó los 12 000 m³/s (en 1926), el mínimo 600 m³/s (en 1947). El área de captación del Rin cubre 198 000 km².

### Cuenca

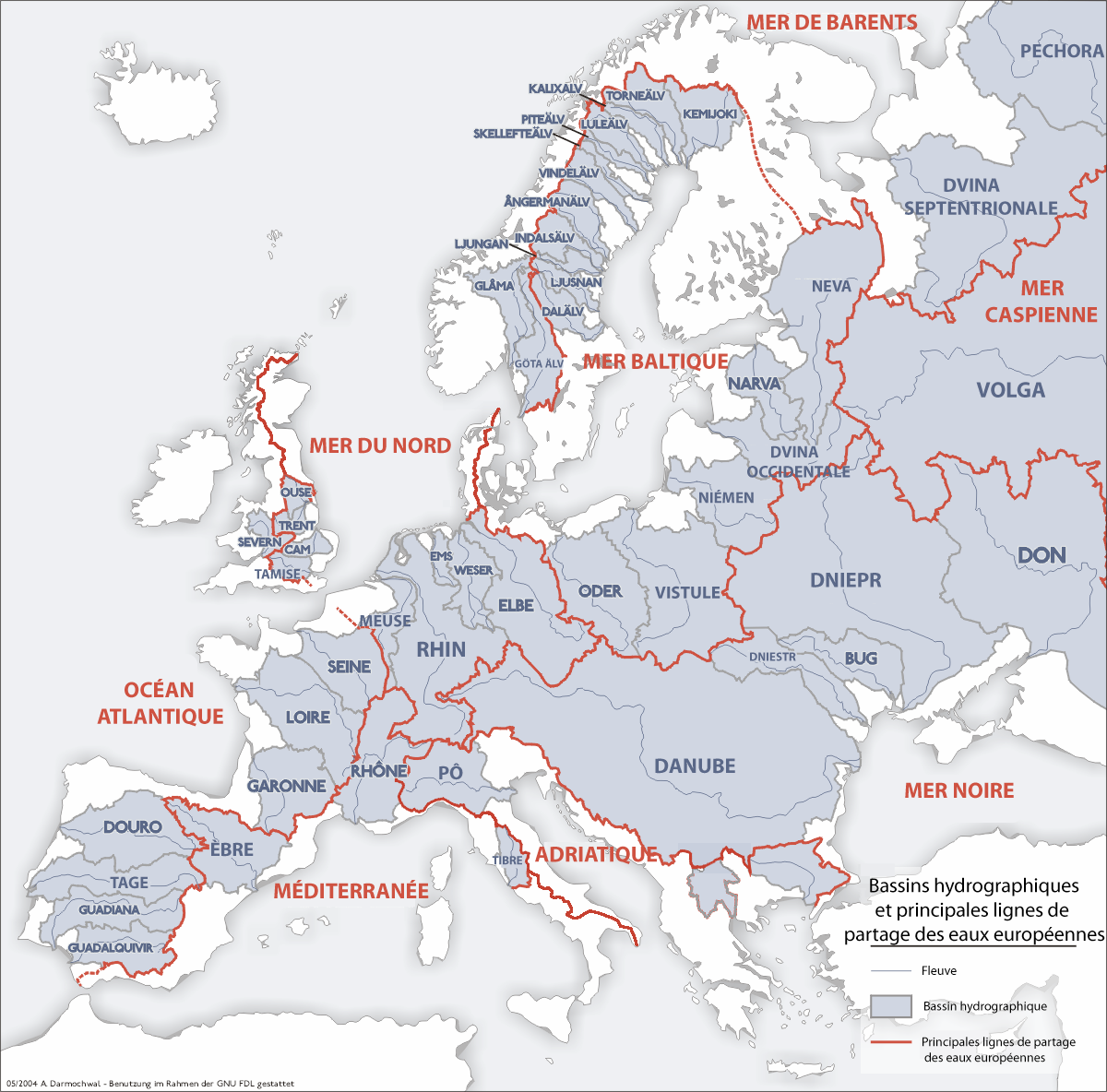
Mapa de las principales cuencas hidrográficas europeas

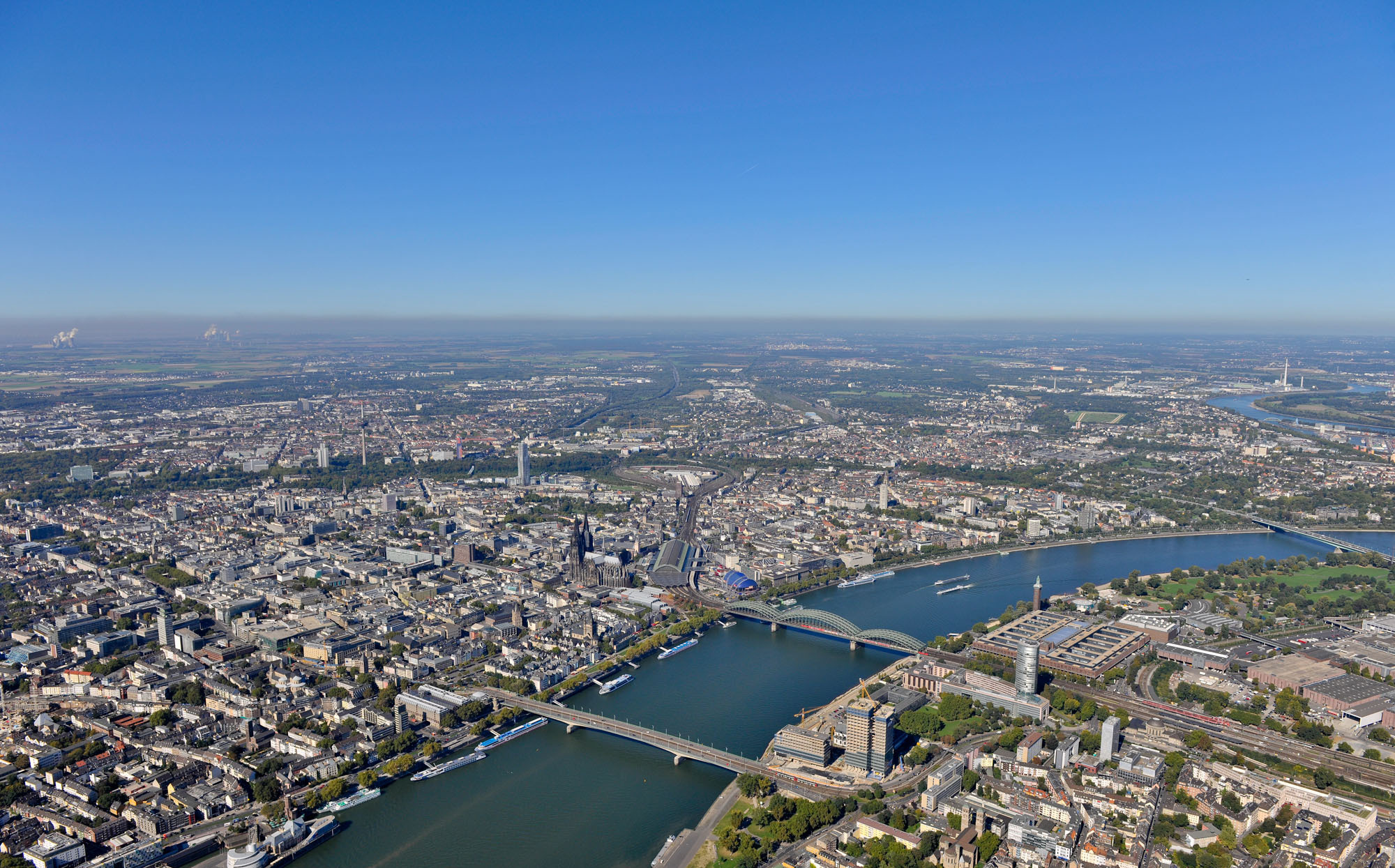
Colonia, la ciudad más grande del Rin.

La cuenca del Rin limita (partiendo del oeste y en el sentido de las agujas del reloj) con las cuencas del  Mosa, del Ems, del Weser y del Elba (todas desembocan en el mar del Norte), del Danubio (mar Negro), del  Po (mar Adriático) y del Ródano (mar Mediterráneo). Su cuenca también se extiende hacia Francia (alrededor de la mitad de la nueva región de Gran Este), casi todo Luxemburgo, y también drena las aguas del Sûre en Bélgica y del Reno di Lei en Italia.
El Rin fluye en una dirección general norte-noroeste a lo largo de regiones naturales muy diferentes, como los Alpes, los Prealpes  suizos, la meseta suiza, la fosa renana, el Mittelgebirgsschwelle (brecha de la Montaña Media) o la llanura del Rin inferior.
El río atraviesa Suiza, Austria, Alemania y los Países Bajos. Sirve como  frontera de Suiza con Liechtenstein, con Austria y con Alemania; y marca la frontera entre Alemania y Francia.
La cuenca hidrográfica del Rin tiene, aproximadamente, 198 000 km² y se extiende por nueve países:
- Suiza: 28 000 km² (más de la mitad de la superficie del país principalmente por su afluente el Aar);
- Italia: menos de 100 km²;
- Liechtenstein : 160 km², todo el país;
- Austria: 2400 km²;
- Alemania: 106 000 km², casi un tercio del país;
- Francia: 24 000 km²;
- Luxemburgo: 2500 km², casi todo el país;
- Bélgica: menos de 800 km²;
- Países Bajos: 34 000 km², más de las tres cuartas partes del país.

## Etimología
El nombre Rin es de origen celta y significa ‘curso de agua’ (como en irlandés antiguo rían ‘mar, océano’).

## Geografía
En el Cenozoico Superior, las aguas de las actuales cuencas valaisanas del Rin y el Ródano se dirigieron hacia los mares que luego ocuparon la llanura húngara. Hasta el Paleolítico, el Rin Alpino continuó alimentando el Danubio y, paulatinamente se apartó de él para tomar su ruta actual hacia el oeste.
Entre la Selva Negra y Los Vosgos, bajo la llanura del Rin, fluye un “río invisible”. El mayor reservorio de agua subterránea de Europa se extiende pacíficamente hacia el norte. A veces remonta a la superficie formando numerosos humedales.

Mapa del Rin con las diferentes secciones

La longitud del Rin se mide convencionalmente en "kilómetros-Rin" (Rheinkilometer ), una escala introducida en 1939 que va desde el Viejo Puente del Rin en Constanza (0 km) hasta el Hook of Holland (1036,20 km).
El río se ha acortado significativamente respecto a su curso natural debido a una serie de proyectos de canalización completados en los siglos XIX y XX. La «longitud total del Rin», con la inclusión del lago de Constanza y el Rin Alpino es más difícil de medir objetivamente; fue citada como 1232 km por el Rijkswaterstaat neerlandés en 2010.

## Denominación
El Rin fluye a través de varios países y áreas lingüísticas y varias secciones del río tienen sus propios nombres. A veces surge la confusión porque a diferentes tramos, después de la traducción, se les ha dado el mismo nombre —como Niederrhein y Nederrijn— y otros tramos tienen nombres diferentes según el país, lo que contribuye a la confusión. La elección obvia sería no traducir, lo que evitaría la confusión, pero en el lenguaje común ya está muy arraigada esa prácica. 
El Rin, desde Suiza a lo largo de Alemania hasta los Países Bajos, se llama sucesivamente en alemán:
- Alpenrhein (Rin alpino): hasta el lago de Constanza (en parte la frontera entre Suiza y sucesivamente Liechtenstein y Austria). El Rin alpino tiene dos cursos superiores: el Vorderrhein (Rin anterior o delantero) y el Rin posterior o trasero, que se unen en Reichenau - Tamins (Graubünden). Desde este punto el río se llama Rin a secas. El Rin fluye a través del lago de Constanza y continúa como un río nuevamente desde Stein am Rhein.
- Hochrhein (Alto Rin): desde Constanza (parcialmente la frontera entre Suiza y Alemania).

La parte de la confluencia con el Aare es llamada Niederrhein por los suizos. En Schaffhausen se encuentra la Rheinfall, la cascada más grande de Europa.
En Alemania, también se utilizan los siguientes nombres:
- Hochrhein, hasta Basilea (frontera suizo-alemana).
- Oberrhein (Rin alto o Alto Rin), hasta Bingen (parcialmente la frontera germano-francesa). Debido a la navegación interior, solo la sección sobre Mannheim se llama "Oberrhein". En esa parte, a menudo se usa un cobertizo del Rin superior.
- Mittelrhein (Rin medio), hasta Bonn. El Rin, con el Loreley como punto característico, discurre aquí, entre otras cosas, a lo largo del Eifel.
- Niederrhein (Rin bajo o Bajo Rin), hasta la frontera germano-neerlandesa. A partir de Düsseldorf, este nombre también indica una región, el Bajo Rin.

En los Países Bajos, el Rin (Rijn) se bifurca y se han excavado partes del cauce original para la gestión del agua, la seguridad ante inundaciones y la mejora del transporte marítimo. Las diferentes partes, a menudo con características muy diferentes, tienen cada una su propio nombre. Además, la mayoría de los tramos del Rin original (desde la frontera hasta Katwijk) todavía se conocen coloquialmente como Rin, pero se prefiere el nombre específico del tramo. Cuando el Rin sale de Alemania, la vía fluvial se llama:
- Boven-Rijn (Alto Rin) desde la frontera en Spijk hasta Pannerdense Kop. Por lo tanto,  incluye elBijlandsch Kanaal y, en idioma neerlandés, también incluye la mitad izquierda alemana del río desde Spijk hasta Millingen, mientras que este tramo del río fronterizo se llama Niederrhein en idioma alemán.
- Canal Bijlandsch desde el astillero en Tolkamer hasta el centro de Millingen. Este tramo es preferentemente también llamado Alto Rin.

La bifurcación del Rin estaba tradicionalmente en Schenkenschanz. En el siglo XVIII, se construyó un segundo punto de bifurcación un kilómetro aguas abajo de Millingen: el Pannerdense Kop. Luego se excavó el primer meandro del Waal original. El Pannerdense Kop es el comienzo del delta del Rin. El Boven-Rijn se divide en:
- el Waal, esta rama del sur, es ahora la corriente principal. Pasa por Nimega y en Woudrichem, donde solían confluir el río Mosa y el Waal, el Waal se convierte en Boven-Merwede. El Boven-Merwede se divide en Beneden-Merwede en Werkendam, que se divide en Oude Maas y Noord en Dordrecht, y el excavado Nieuwe Merwede. Este último desemboca en Hollandsch Diep, donde se fusiona con Amer, la continuación del Maas. Un poco más adelante, el Dordtsche Kil off, que entra en Oude Maas cerca de Dordrecht. Justo después de Willemstad, Hollandsch Diep se convierte en Haringvliet, que desemboca en el mar del Norte a través de grandes esclusas.
- El canal Pannerdensch entre Pannerdense Kop y la estación de bombeo de Kandia, frente a la fábrica de ladrillos de Angeren. Esta sección excavada se abre hacia Nederrijn, la rama norte, que originalmente era la rama principal. A veces, la parte entre la estación de bombeo de Kandia y el IJsselkop también se llama Canal Pannerdensch. Sin embargo, esto es incorrecto.

Entre Westervoort y Arnhem-South se encuentra el IJsselkop. Aquí el IJssel se ramifica del Nederrijn.
- El IJssel, que va hacia el norte, pasa por Zutphen y Deventer y desemboca en el IJsselmeer justo después de Kampen a través del Ketelmeer.
- El  Nederrijn continúa pasando por Arnhem y Rhenen hasta Wijk bij Duurstede. Hay otra división en:
  - Kromme Rijn, la antigua rama principal, que comenzó a acumular sedimentos ya en el siglo IX y se anegó en 1122. Este antiguo ramal recorre Utrecht, partes del Oude Gracht que alguna vez fueron Rin. El Vecht se separa en el Weerdsluis. Este antiguo río fluye hacia el norte y desemboca en el IJmeer en Muiden. El Rin continúa hacia el oeste como Leidse Rijn hasta Harmelen, una sección excavada en la Edad Media, y Oude Rijn a través de Leiden hasta Katwijk, donde desemboca en el Mar del Norte.
  - El río Lek, por lo que esta es completamente la continuación del Nederrijn. En Slikkerveer hay una confluencia con el Noord y este río se llama Nieuwe Maas. Se agrega una gran cantidad de agua de Waal a través del norte, pero casi nada de agua de Maas. En el área de Botlek, el Oude Maas desemboca en el Nieuwe Maas y luego se llama Scheur. En Maassluis, comienza el Nieuwe Waterweg excavado, que termina en el Mar del Norte. La desembocadura original del Oude Maas está cerrada.

| Nombre sección           | Descripción | Longitud  | Caudal medio            | Altitud | Afluentes izquierda                           | Afluentes derecha |
| Fuentes y cabeceras      | Las diversas fuentes y cabeceras que forman el Anterior y Rin Posterior dentro de los Grisones, Suiza                                           | 76 km     | 114 m³/s                | 584 m   | Aua Russein, Schmuèr                          | Rein da Tuma, Rein da Curnera, Rein da Medel, Rein da Sumvitg (Rein da Vigliuts), Glogn (Valser Rhine), Rabiusa, Rein Posteriur/Hinterrhein (derecha: Ragn da Ferrera, Albula/Alvra (izquierda: Gelgia; derecha: Landwasser)) |
| Rin Alpino (Alpenrhein)  | Tramo que atraviesa el valle del Rin de los Grisones y San Galo (en parte forma parte de la frontera entre Liechtenstein-Suiza y Austria-Suiza) | c. 90 km  | 231 m³/s (40-2665 m³/s) | 400 m   | Tamina                                        | Plessur, Landquart, Ill |
| Lago de Constanza        | Lago de Constanza, incluido el canal corto llamado Seerhein en Constanza, que conecta Obersee y Untersee                                        | c. 60 km  |                         | 395 m   | Alter Rhein (Rheintaler Binnenkanal), Goldach | Dornbirner Ach, Bregenzer Ach, Leiblach, Argen, Schussen, Rotach, Brunnisaach, Lipbach, Seefelder Aach, Radolfzeller Aach |
| Alto Rin (Hochrhein)     | Desde la salida del lago de Constanza a Basilea, formando una parte sustancial de la frontera entre Alemania y Suiza.                           | c. 150 km | 1300 m³/s               | 246 m   | Thur, Töss, Glatt, Aar, Ergolz, Birs          | Wutach |
| Rin Superior (Hochrhein) | Desde Basilea hasta Bingen formando la Llanura del Alto Rin y en su curso superior la frontera franco-alemana                                   | 362 km    |                         | 79 m    | Ill, Moder, Lauter, Nahe                      | Wiese, Elz, Kinzig, Rench, Acher, Murg, Alb, Pfinz, Neckar, Meno (Main) |
| Rin medio (Mittelrhein)  | El Medio Rin entre Bingen y Bonn o Colonia está completamente dentro de Alemania, pasando por la Garganta del Rin                               | 159 km    |                         | 45 m    | Mosela, Nette, Ahr                            | Lahn, Wied, Sieg |
| Rin Bajo (Niederrhein)   | Tramo aguas abajo de Bonn, pasando por la región del Bajo Rin de Renania del Norte-Westfalia                                                    | 177 km    |                         | 11 m    | Erft                                          | Wupper, Düssel, Ruhr, Emscher, Lippe |
| Nederrijn                | El Nederrijn o Nether Rhine (curso abreviado de Oude Rijn dentro del delta Rin-Mosa-Escalda en los Países Bajos)                                | c. 50 km  | 2900 m3/s               | 0 m     | Mosa (Meuse, Maas)                            | Oude IJssel, Berkel |

1. ↑  Longitud del Rin anterior, incluida la longitud del Rein da Medel.
2. ↑  Constanza a Basilea: Rheinkilometer 0–167.
3. ↑  En la confluencia del Aarand Rin, el Aarat 560 m³/s lleva más agua de media que el Rin con 439 m³/s, así que hidrográficamentehabalndo el Rin debería ser un tributario por la derecha del Aar.
4. ↑  Basel a Bingen: Rheinkilometer 167–529.
5. ↑  Bingen a Colonia: Rheinkilometer 529–688 (159 km); no existe una definición inequívoca del Rin Medio, y algunos consideran que comienza río arriba, en la desembocadura del Meno.
6. ↑  Rheinkilometer 688–865.5 (177,5 km) desde Colonia thasta la frontera germano-neerlandesa.
7. ↑  La descarga total del Rin está sujeta a fluctuaciones significativas y los valores promedio citados varían según las fuentes; el caudal total considerado aquí consiste en:
Maasmond: 1450 m³/s,
Haringvliet: 820 m³/s,
Den Oever: 310 m³/s,
Kornwerderzand: 220 m³/s,
IJmuiden: 9 m³/s,
Scheldt–Rhine Canal 10 m³/s

#### Fuentes

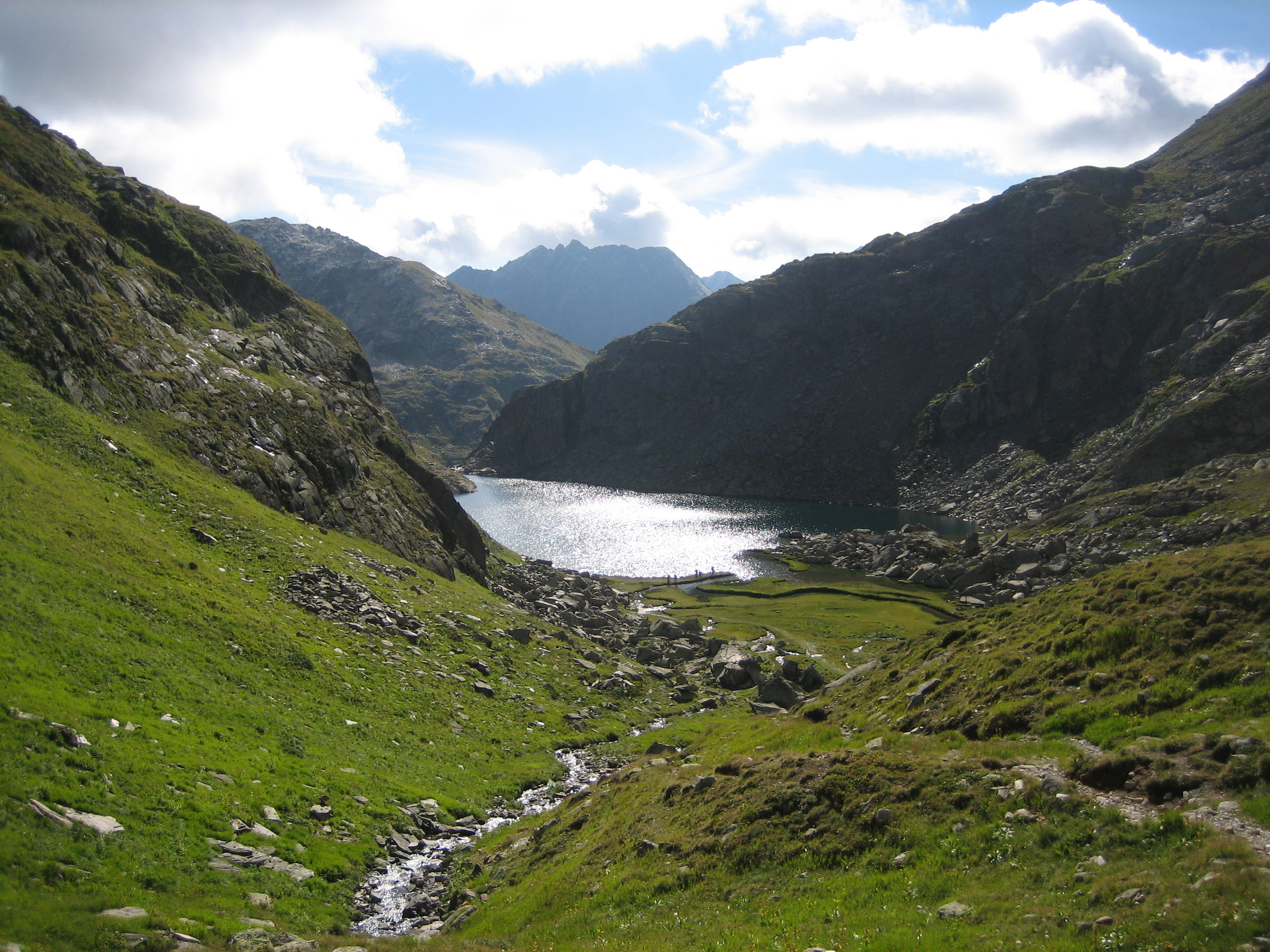
Lago Toma, visto desde el extremo aguas arriba

### Cabeceras y fuentes

#### Rin anterior y Rin posterior

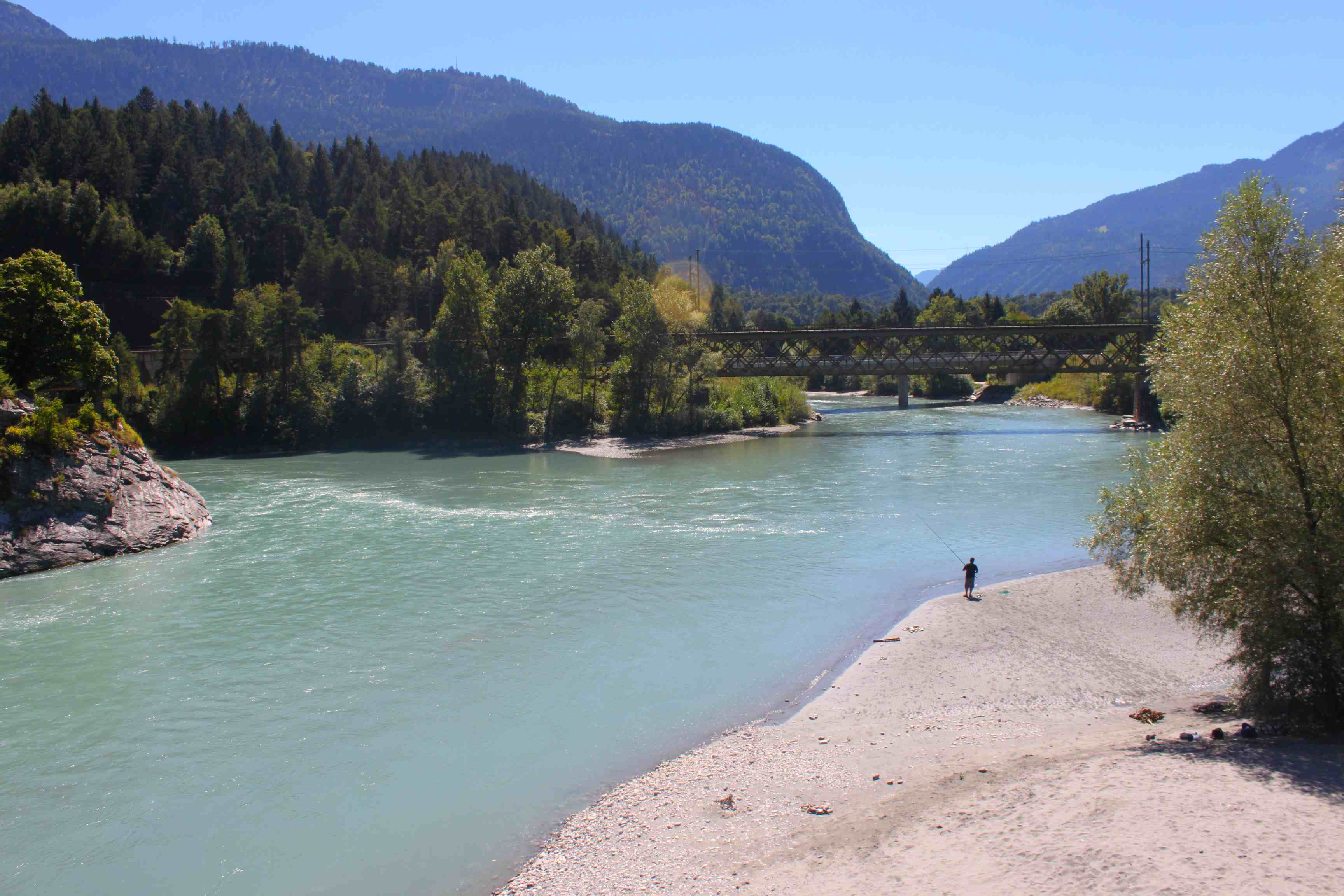
La confluencia del Rin Anterior en la parte inferior izquierda y el Rin Posterior al fondo, formando el Rin Alpino a la izquierda junto a Reichenau

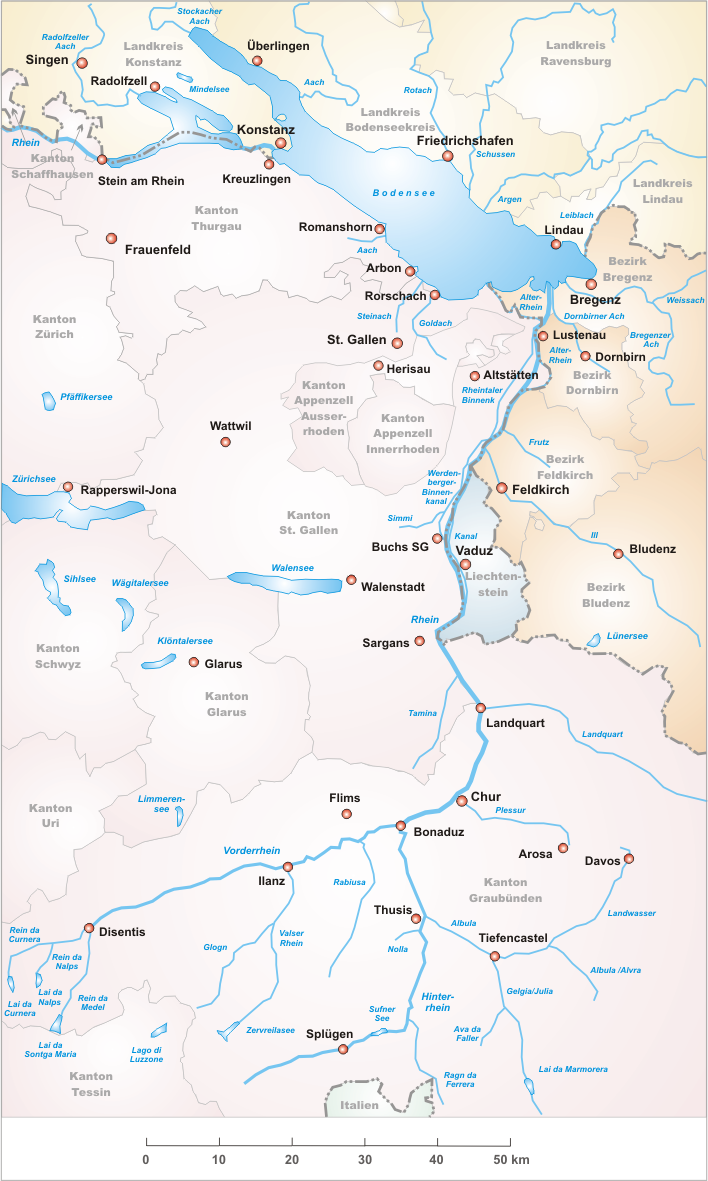
Map of the Alpine Rhine

La fuente del río generalmente se considera al norte de Lai da Tuma/Tomasee en Rein Anteriur/Vorderrhein, aunque su afluente meridional Rein da Medel es en realidad más largo antes de su confluencia con el Rin Anterior cerca de Disentis.
El Rin anterior (en romanche: Rein Anteriur, en alemán: Vorderrhein) surge de Lai da Tuma/Tomasee, cerca del paso de Oberalp y pasa por la impresionante Ruinaulta formada por el deslizamiento de rocas visible más grande de los Alpes, el Flims Rockslide.
El Rin posterior (en romanche: Rein Posteriur, en alemán: Hinterrhein) parte del glaciar Paradies, cerca del Rheinwaldhorn. Uno de sus afluentes, el Reno di Lei, desagua el Valle di Lei en territorio políticamente italiano. Después de tres valles principales separados por las dos gargantas, Roflaschlucht y Viamala, llega a Reichenau in Tamins.
El Rin Anterior surge de numerosas corrientes que manan en la parte superior de Surselva y fluyen en dirección este. Una de las fuentes es Lai da Tuma (2345 m) con el Rein da Tuma, que generalmente se indica como la fuente del Rin, que fluye a través de él.
En él fluyen afluentes del sur, algunos más largos, otros de igual longitud, como el Rein da Medel, el Rein da Maighels o el Rein da Curnera. El valle de Cadlimo en el cantón de Ticino está drenado por el Reno di Medel, que cruza la cordillera alpina principal desde el sur. Todos los arroyos en el área de la fuente se capturan artificialmente de forma parcial, a veces completamente, y se envían a los embalses de almacenamiento para las centrales hidroeléctricas locales.
El punto culminante de la cuenca de drenaje del Rin Anterior es el Piz Russein del macizo Tödi de los Alpes de Glaris, a 3613 m sobre el nivel del mar. Comienza con el arroyo Aua da Russein (lit.: 'Agua del Russein').
En su curso inferior, el Rin Anterior fluye a través de un desfiladero llamado Ruinaulta (Flims Rockslide). Todo el tramo del Rin Anterior hasta la confluencia del Rin Alpino junto a Reichenau en Tamins está acompañado por una ruta de senderismo de larga distancia llamada Senda Sursilvana.
El Rin Posterior fluye primero de este a noreste, luego hacia el norte. Discurre a través de los tres valles llamados Rheinwald, Schams y Domleschg-Heinzenberg. Los valles están separados por garganta Rofla y la garganta Viamala. Sus fuentes se encuentran en los Alpes de Adula (Rheinwaldhorn, Rheinquellhorn y Güferhorn).
El Avers Rhine se une desde el sur. Una de sus cabeceras, el Reno di Lei (estibado en el lago di Lei), se encuentra parcialmente en Italia.
Cerca de Sils, el Rin Posterior se une al Albula, desde el este, desde la región del paso de Albula. El Albula extrae su agua principalmente del Landwasser, con el Dischmabach como mayor corriente de origen, pero casi tanto del Gelgia, que desciende del paso de Julier.
Son numerosos los ríos tributarios, más grandes y más pequeños, que llevan el nombre del Rin o su equivalente en varios idiomas romanches como Rein o Ragn. Ejemplos:
- en el área del Rin Anterior: Rein Anteriur/Vorderrhein, Rein da Medel, Rein da Tuma, Rein da Curnera, Rein da Maighels, Rein da Cristallina, Rein da Nalps, Rein da Plattas, Rein da Sumvitg, Rein da Vigliuts, Valser Rhine;
- en la cuenca del Rin Posterior: Rein Posteriur/Hinterrhein, Reno di Lei, Madrischer Rhein, Avers Rhine, Jufer Rhein;
- en el área de Albula-Landwasser: en el valle de Dischma, cerca de Davos, al este del Rin, hay un lugar llamado Am Rin ('Sobre el Rin'). Un afluente del Dischma se llama Riner Tälli. Cerca, al otro lado del Sertig, se encuentra el Rinerhorn.

### Rin Alpino

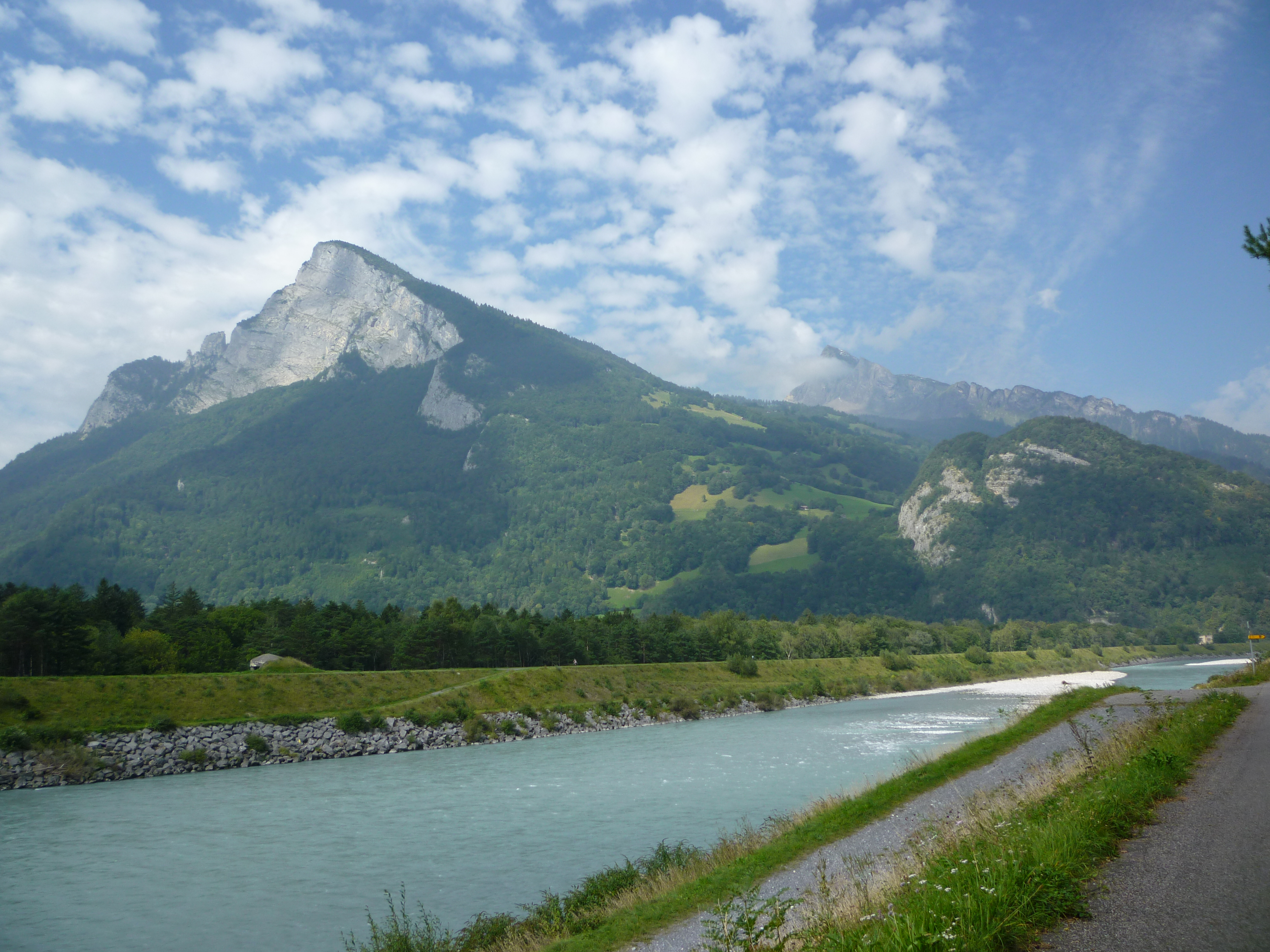
El Rin entre Sargans (Suiza, izquierda) y Balzers (Liechtenstein, derecha) con el Gonzen (1829 m, izquierda), el Girrenspitz (2099 m) al fondo, y el Maziferchopf (855 m) a la derecha

Junto a Reichenau en Tamins, el Rin Anterior y el Rin Posterior se unen y forman el Rin Alpino. El río hace un giro distintivo hacia el norte cerca de Chur. Este tramo tiene una longitud de casi 86 km y desciende desde una altitud de 599 m hasta 396 m. Fluye a través de un amplio valle alpino glaciar conocido como el valle del Rin (en alemán: Rheintal). Cerca de Sargans, una presa natural, de solo unos metros de altura, evita que fluya hacia el valle abierto de Seeztal y luego a través del lago Walen y del lago de Zúrich hacia el Aar. El Rin Alpino comienza en la parte más occidental del cantón suizo de los Grisones, y luego forma la frontera entre Suiza, al oeste, y Liechtenstein y luego Austria, al este.
Gracias al trabajo humano, desemboca en el lago de Constanza en territorio austríaco y no en la frontera que sigue a su antiguo cauce natural.

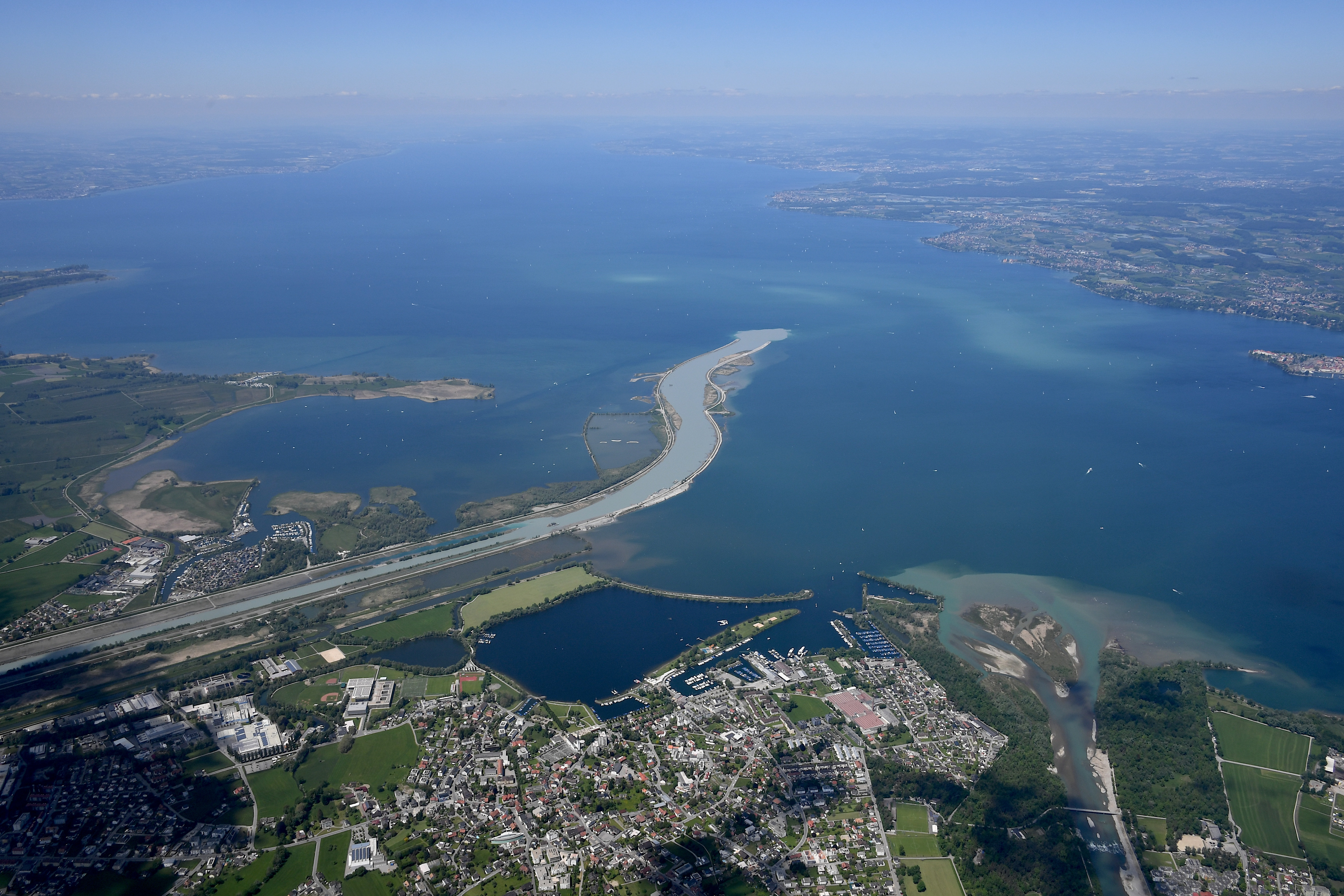
Imagen aérea de la desembocadura del Rin en el lago de Constanza

La desembocadura del Rin en el lago de Constanza forma un delta interior. El delta está delimitado al oeste por el Alter Rhein ("Viejo Rin") y al este por un tramo canalizado moderno. La mayor parte del delta es una reserva natural y un santuario de aves. Incluye las ciudades austriacas de Gaißau, Höchst y Fußach. El Rin natural originalmente se ramificó en al menos dos brazos y formó pequeñas islas al precipitar sedimentos. En el dialecto alemán local, el singular se pronuncia "Isel" y esta es también la pronunciación local de Esel ("Burro"). Muchos campos locales tienen un nombre oficial que contiene este elemento.
Para contrarrestar las constantes inundaciones y la fuerte sedimentación en el delta occidental del Rin se pidió una regulación del Rin, con un canal superior cerca de Diepoldsau y un canal inferior en Fußach. El Dornbirner Ach también tuvo que ser desviado, y ahora fluye paralelo al Rin canalizado hacia el lago. Su agua tiene un color más oscuro que la del Rin; la carga suspendida más ligera de este último proviene de lo alto de las montañas. Se espera que la entrada continua de sedimentos en el lago lo llene de sedimentos. Esto ya le sucedió al antiguo lago Tuggenersee.
El Viejo Rin aislado al principio formó un paisaje pantanoso. Posteriormente se excavó una zanja artificial de unos dos kilómetros. Se hizo navegable hasta la localidad suiza de Rheineck.

### Lago de Constanza

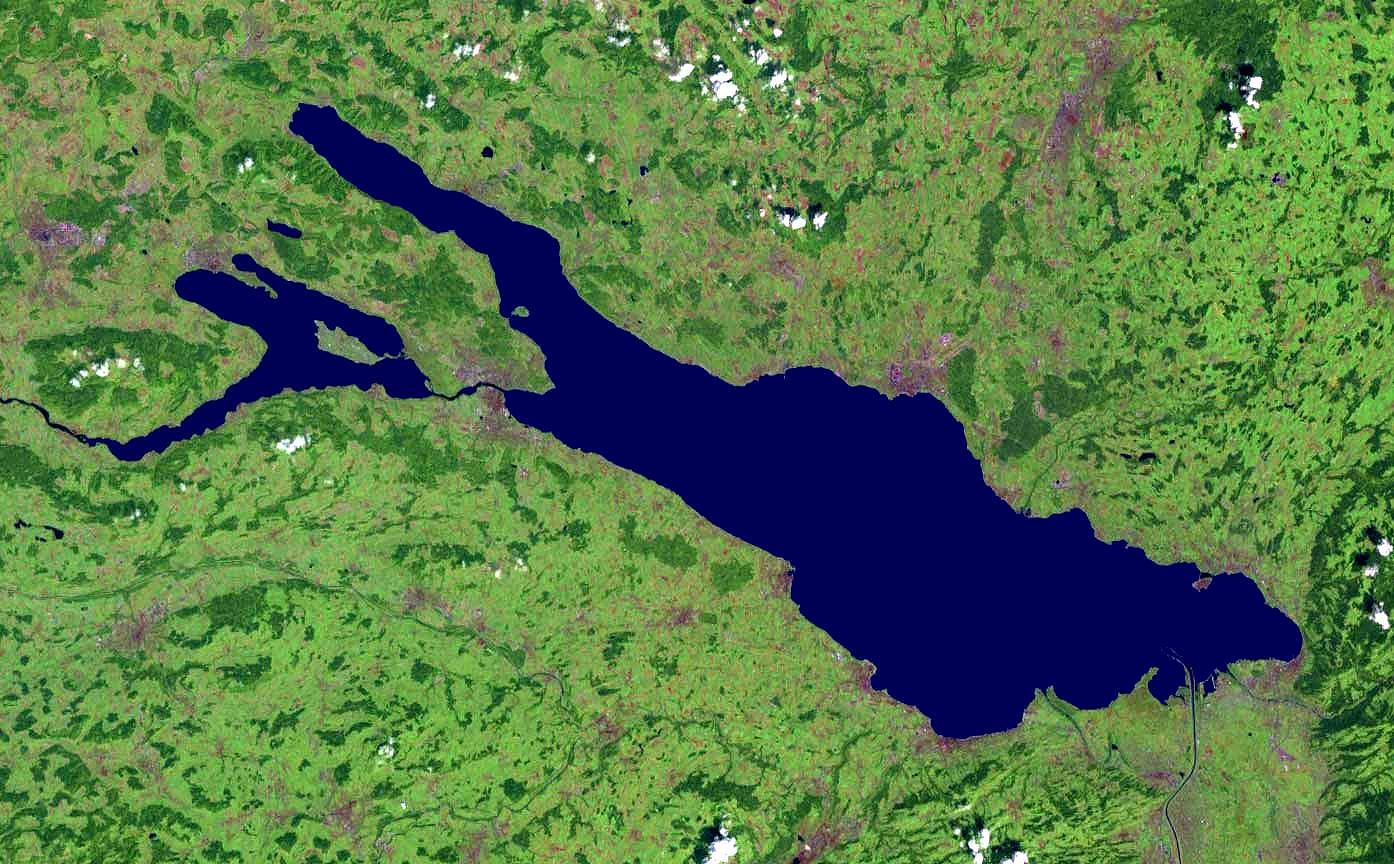
Imagen de satélite. En el centro y a la derecha (es decir, al este) se ve la mayor parte del lago de Constanza, llamado Obersee, es visible, e incluye, en la parte inferior derecha, el delta del Rin Alpino. El "dedo" del noroeste (en la parte superior izquierda) es el Lago Überlingen, que contiene la isla de Mainau. Debajo del lago Überlingen (también en el oeste) se encuentra el más pequeño Untersee, que contiene la isla de Reichenau. El Obersee y el Untersee están conectados por el Seerhein de cuatro kilómetros de largo. A la izquierda se puede ver el Alto Rin.

El lago de Constanza consta de tres cuerpos de agua: el Obersee ("lago superior"), el Untersee ("lago inferior") y un tramo de conexión del Rin, llamado Seerhein ("Lago Rin"). El lago está situado en Alemania, Suiza y Austria, cerca de los Alpes. Específicamente, sus costas se encuentran en los estados alemanes de Baviera y Baden-Württemberg, el estado austriaco de Vorarlberg y los cantones suizos de Thurgau y St. Gallen. El Rin desemboca en él desde el sur siguiendo la frontera entre Suiza y Austria. Se encuentra aproximadamente a 47°39′N 9°19′E / 47.650, 9.317.

#### Obersee
El flujo de agua fría y gris de la montaña continúa durante cierta distancia hacia el lago. El agua fría fluye cerca de la superficie y al principio no se mezcla con las aguas verdes más cálidas de Upper Lake. Pero luego, en el llamado Rheinbrech, el agua del Rin cae abruptamente a las profundidades debido a la mayor densidad del agua fría. El flujo reaparece en la superficie en la orilla norte del lago (alemana), frente a la isla de Lindau. El agua luego sigue la costa norte hasta Hagnau am Bodensee. Una pequeña fracción del flujo se desvía de la isla de Mainau hacia el lago Überlingen. La mayor parte del agua fluye vía la Constance hopper hacia el Rheinrinne ("Alcantarilla del Rin") y Seerhein. Dependiendo del nivel del agua, este flujo del agua del Rin es claramente visible a lo largo de todo el lago.
El Rin lleva grandes cantidades de sedimentos al lago. En la región de la boca, por lo tanto, es necesario eliminar permanentemente la grava mediante dragado. Las grandes cargas de sedimentos se deben en parte a las extensas mejoras de la tierra aguas arriba.
Tres países bordean el Obersee, a saber, Suiza en el sur, Austria en el sureste y los estados alemanes de Baviera en el noreste y Baden-Württemberg en el norte y noroeste.

#### Seerhein

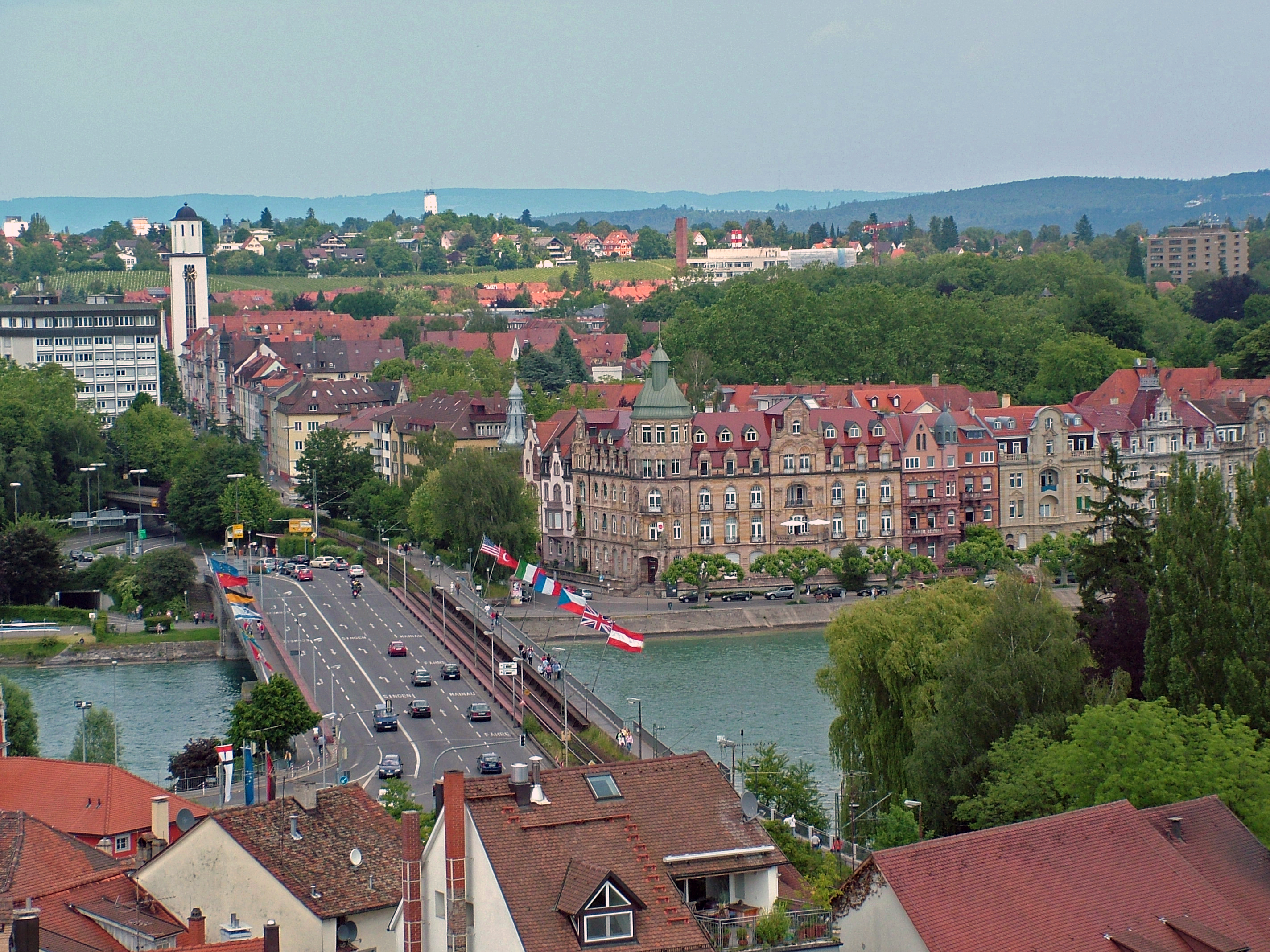
Los marcadores de distancia a lo largo del Rin indican las distancias desde este puente en Constanza

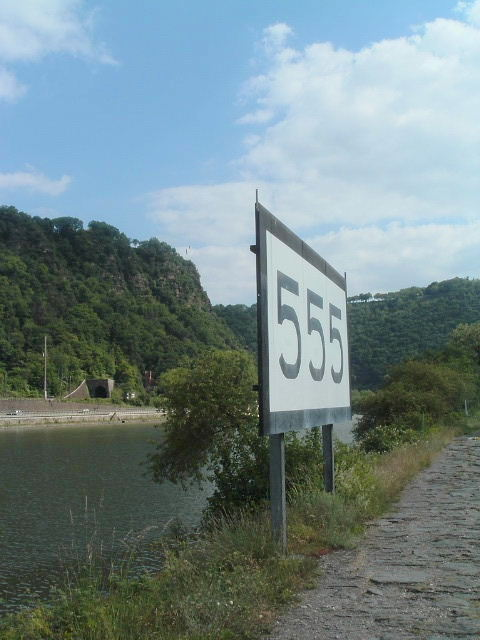
El hito del km 555, aguas abajo del Lorelei

El Seerhein tiene solo 4 km de longitud. Conecta el Obersee con el Untersee, loalizado unos 30 cm más bajo. Los marcadores de distancia a lo largo del Rin miden la distancia desde el puente en el centro de la ciudad vieja de Constanza.
En la mayor parte de su longitud, el Seerhein forma la frontera entre Alemania y Suiza. La excepción es el casco antiguo de la ciudad de Constanza, en el lado suizo del río.
El Seerhein surgió en los últimos miles de años, cuando la erosión hizo que el nivel del lago bajara unos 10 metros. Anteriormente, los dos lagos formaban un único cuerpo, como sugiere su nombre.

#### Untersee
Al igual que en el Obersee, el flujo del Rin se puede rastrear en el Untersee. Aquí, también, el agua del río apenas se mezcla con las aguas del lago. Las partes del norte de Untersee (lago Zell y Gnadensee) prácticamente no se ven afectadas por el flujo. El río atraviesa el sur, que, de forma aislada, a veces se llama Rhinesee ('lago Rin').
El Radolfzeller Aach agrega grandes cantidades de agua del sistema del Danubio al Untersee.
La isla de Reichenau se formó al mismo tiempo que el Seerhein, cuando el nivel del agua cayó a su nivel actual.
El lago Untersee es parte de la frontera entre Suiza y Alemania, con Alemania en la orilla septentrional y Suiza en la meridional, excepto que ambos lados son suizos en Stein am Rhein, el punto en el que el Alto Rin sale del lago.

### Alto Rin

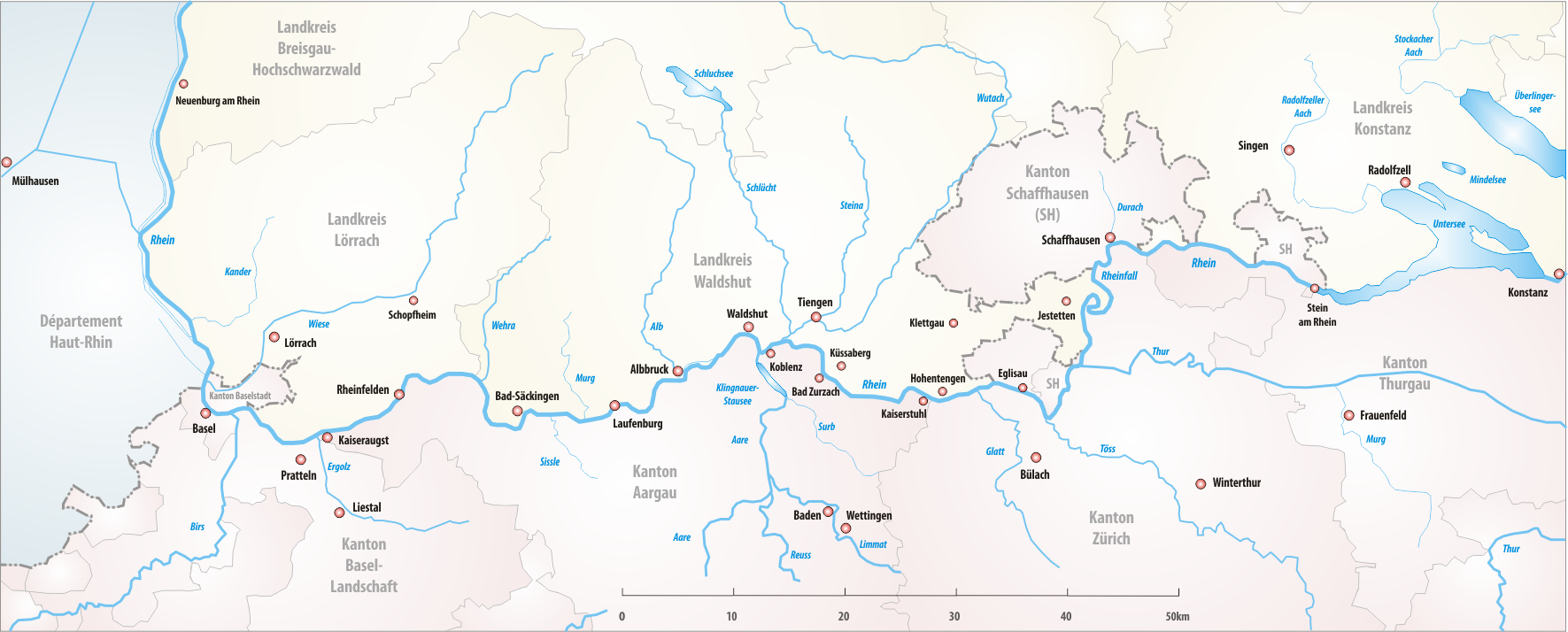
El Alto rin

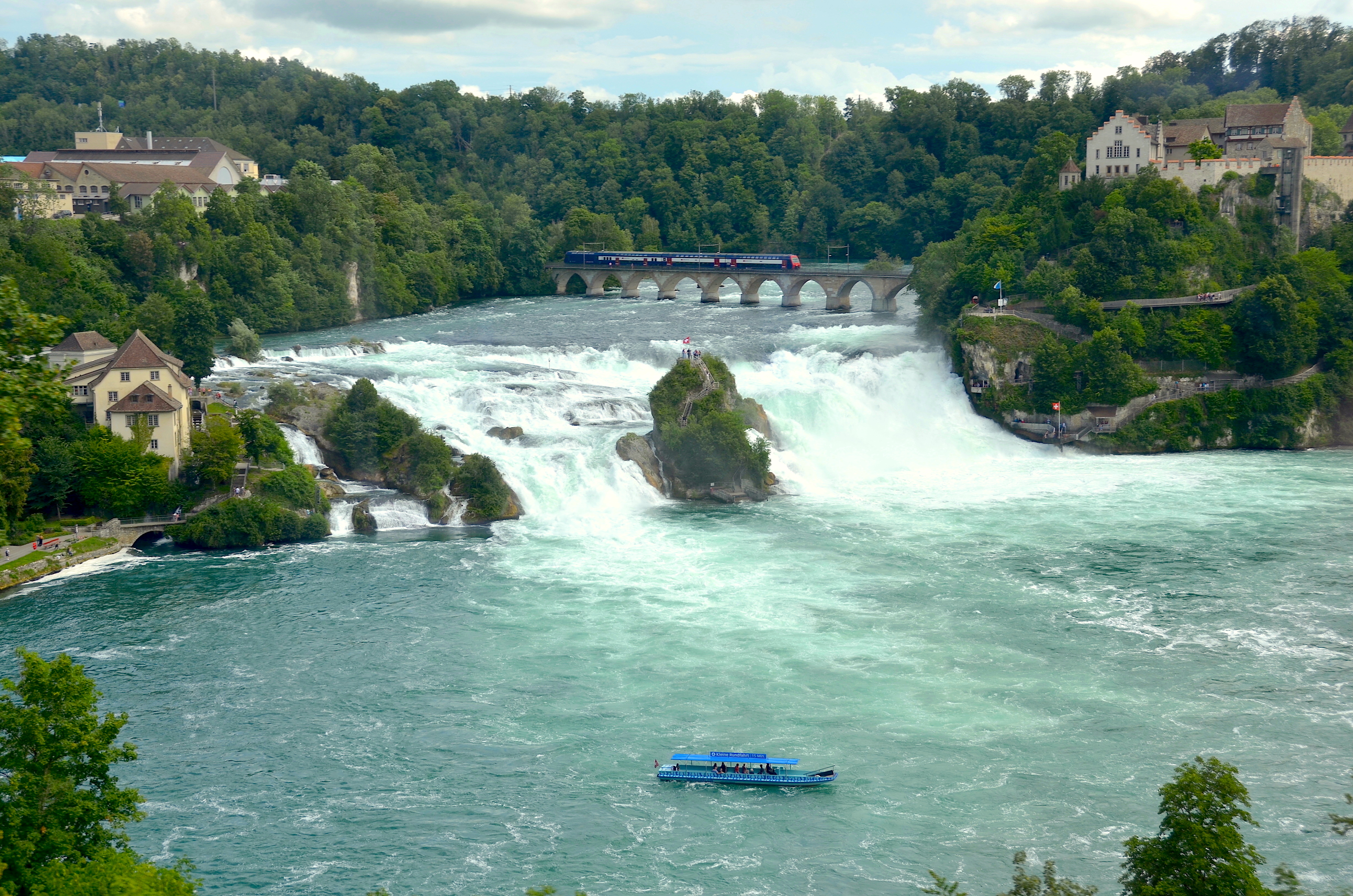
La caída del Rin en Schaffhausen (Suiza)

El Rin emerge del lago de Constanza, fluye generalmente hacia el oeste, como el Hochrhein, pasa las cataratas del Rin y se une a su principal afluente, el Aar. El Aar duplica con creces la descarga de agua del Rin, a un promedio de casi 1000 m³/s, y proporciona más de una quinta parte del caudal en la frontera neerlandesa. El Aar también lleva las aguas de la cumbre de 4274 m de Finsteraarhorn, el punto más alto de la cuenca del Rin. El Rin forma aproximadamente la frontera germano-suiza desde el lago de Constanza, con la excepción del cantón de Schaffhausen y partes de los cantones de Zürich y de Basilea-Ciudad, hasta que gira hacia el norte en el llamado codo del Rin en Basilea, saliendo de Suiza.
El Alto Rin comienza en Stein am Rhein, en el extremo occidental de Untersee. A diferencia del Rin Alpino y del Alto Rin, discurre en dirección oeste y desciende desde 395 m a 252 m.
Algunos tramos del Alto Rin entre Stein am Rhein y Eglisau forman la frontera entre Suiza, en la orilla sur, y Alemania, en la norte. En otros tramos, ambos lados son suizos; de hecho, la mayor parte del cantón de Schaffhausen se encuentra en la orilla norte. Entre Eglisau y Basilea, el Alto Rin forma constantemente la frontera.
Las cataratas del Rin están situadas aguas abajo de Schaffhausen. Con un caudal medio de agua de 373 m³/s (caudal medio estival de 700 m³/s) es el salto de agua más grande de Europa en términos de energía potencial.
El Alto Rin se caracteriza por la existencia de numerosas presas y, en los pocos tramos naturales que quedan, todavía hay varias zonas de rápidos.
Cerca de Coblenza en el cantón de Aargau, el Aar se une al Rin. Con un caudal medio de 557 m³/s, el Aar es más caudaloso que el Rin, que tiene un caudal medio de 439 m³/s. Sin embargo, el Rin Alpino se considera la rama principal, porque es más largo.

### Rin Superior

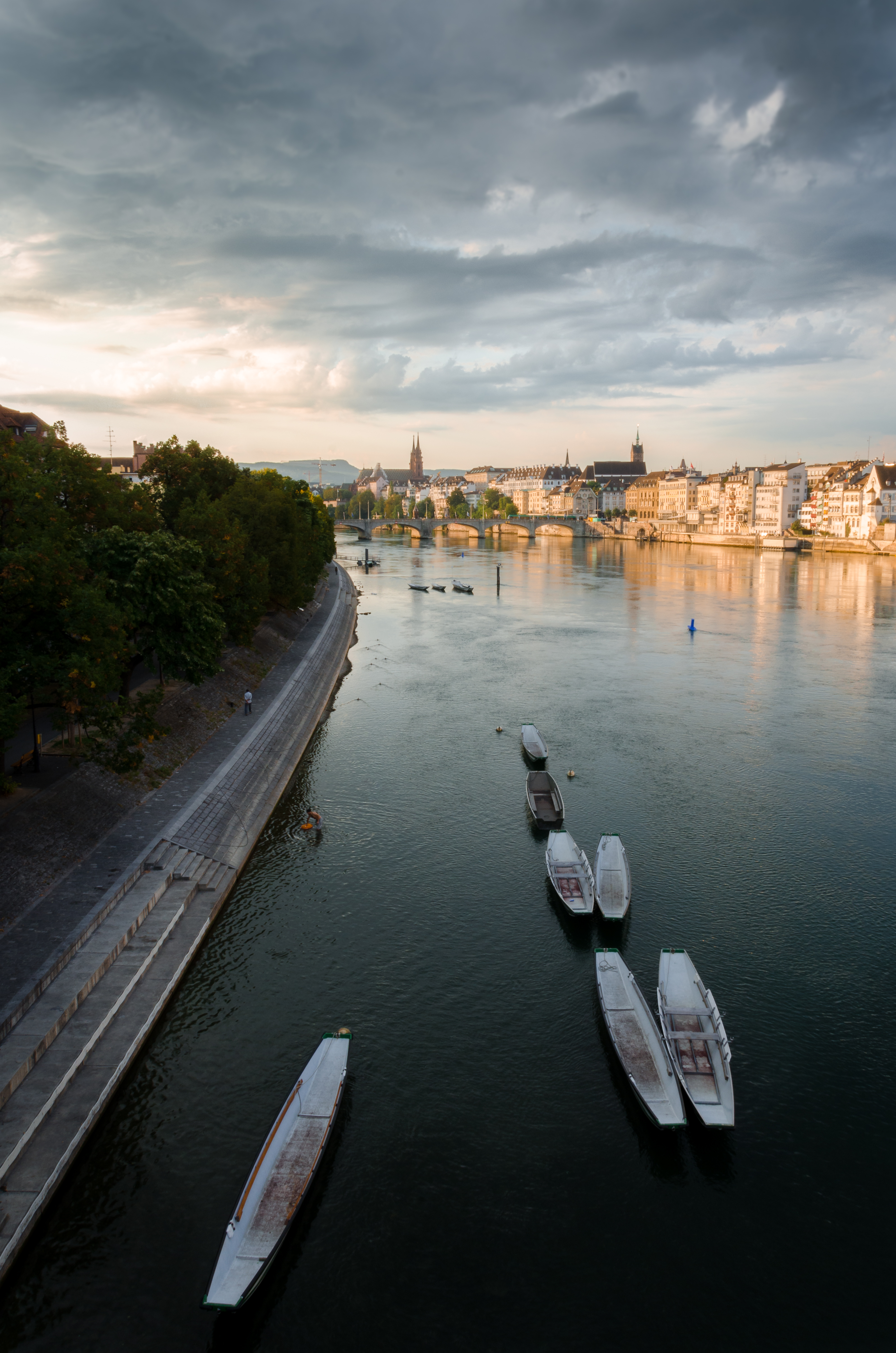
El Rin en Basel es la puerta de Suiza al mar

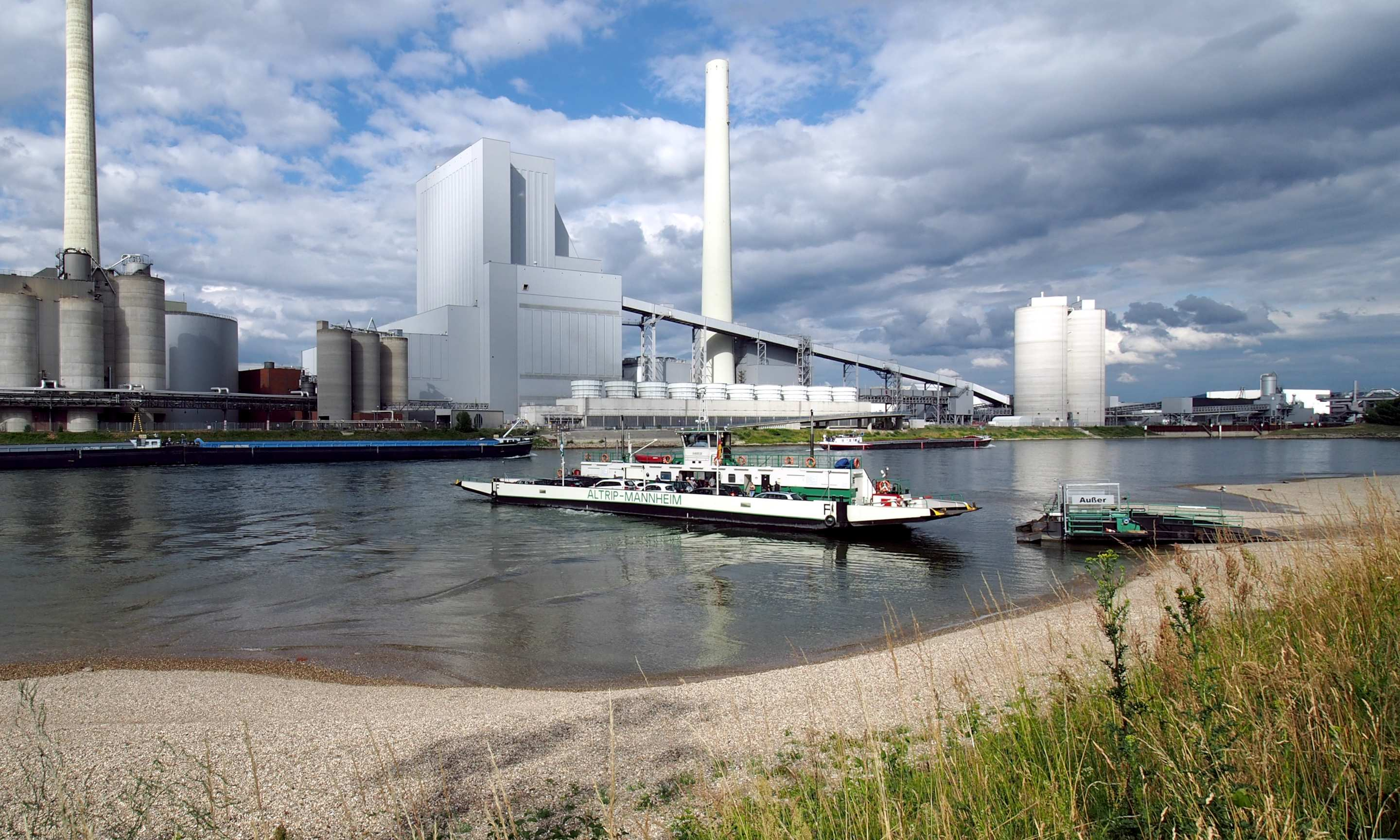
El Rin en Mannheim, en la zona industrial Rin-Neckar

En el centro de Basilea, la primera gran ciudad en el curso del río, se encuentra la "rodilla del Rin"; esta es una curva importante, donde la dirección general del Rin cambia de oeste a norte. Aquí termina el Alto Rin. Legalmente, el Puente Central es el límite entre el Alto y el Bajo Rin. El río fluye ahora hacia el norte como Rin Superior a través de la llanura del Rin Superior, que tiene unos 300 km de largo y hasta 40 km de ancho. Los afluentes más importantes de esta zona son el Ill por debajo de Estrasburgo, el Neckar en Mannheim y el río Meno frente a Maguncia. En Maguncia, el Rin sale del valle del Alto Rin y fluye a través de la cuenca de Maguncia.
La mitad meridional del Rin Superior forma la frontera entre Francia (Alsacia) y Alemania (Baden-Württemberg). La parte septentrional forma la frontera entre los estados alemanes de Renania-Palatinado en el oeste, por un lado, y Baden-Württemberg y Hesse, por el otro, en el este y el norte. Una curiosidad de esta línea fronteriza es que las partes de la ciudad de Maguncia en la margen derecha del Rin fueron entregadas a Hesse por las fuerzas de ocupación en 1945.
El Rin Superior fue un paisaje cultural significativo en Europa Central ya en la antigüedad y durante la Edad Media. Hoy en día, el área del Rin Superior alberga muchas industrias manufactureras y de servicios importantes, particularmente en los centros de Basilea, Estrasburgo y Mannheim-Ludwigshafen. Estrasburgo es la sede del Parlamento Europeo, por lo que una de las tres capitales europeas se encuentra en el Rin Superior.
La región del Rin Superior cambió significativamente por un programa de enderezamiento del Rin en el siglo XIX. La tasa de flujo se incrementó y el nivel del agua subterránea se redujo significativamente. Los trabajos de construcción quitaron los ramales muertos y el área alrededor del río se hizo más habitable para los humanos en las llanuras aluviales, ya que la tasa de inundación disminuyó drásticamente. En el lado francés, se excavó el Gran Canal de Alsacia, que transporta una parte importante del agua del río y todo el tráfico. En algunos lugares, existen grandes emblases de compensación, por ejemplo, el enorme «Bassin de Compensation de Plobsheim» en Alsacia.

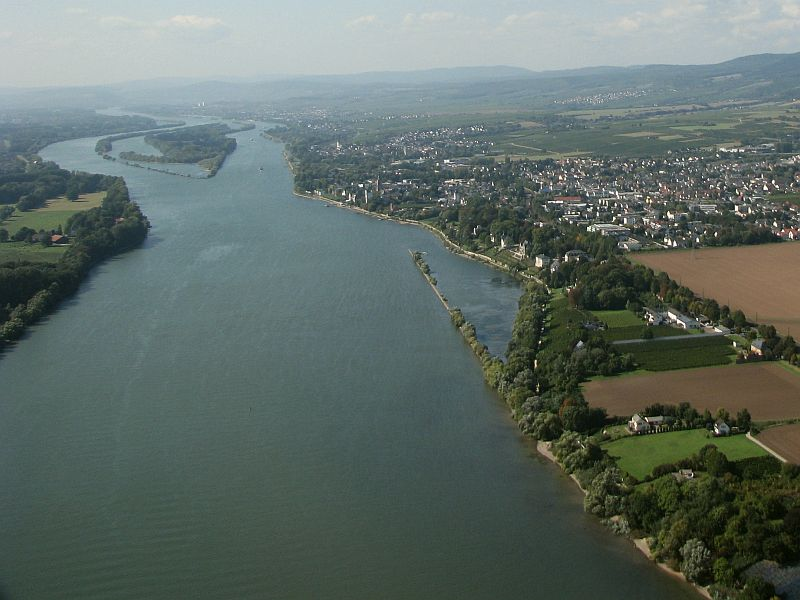
Vista de la cuenca de Maguncia aguas abajo de Maguncia, desde Eltville y Erbach hasta Bingen

El Rin Superior ha experimentado un cambio significativo desde el siglo XIX por la acción humana. Si bien fue ligeramente modificado durante la ocupación romana, hasta la aparición de ingenieros como Johann Gottfried Tulla los importantes esfuerzos de modernización no cambiaron la forma del río. El trabajo anterior bajo Federico el Grande centró sus esfuerzos para facilitar los embarques y construir presas para el transporte de carbón. Se considera que Tula habría domesticado el Rin Superior, una domesticación que sirvió para objetivos como la reducción de las áreas pantanosas estancadas.que propiciaban las enfermedades transmitidas por el agua, haciendo que esas regiones fueran más salubres y más habitables para los asentamientos humanos, reduciendo la alta frecuencia de inundaciones. No mucho antes de que Tula comenzara sus trabajos, las fuertes inundaciones habían causado una pérdida significativa de vidas. Fueron cuatro los tratados diplomáticos suscritos entre los gobiernos de los estados alemanes y las regiones francesas relacionados con propuestas de cambios a lo largo del Rin: uno fue el «Tratado para la Rectificación del flujo del Rin desde Neuberg a Dettenheim» (1817), que rodeaba a estados como la Francia borbónica y el Palatinado bávaro. Se eliminaron bucles, meandros, ramas e islas a lo largo del Rin Superior para que hubiera uniformidad en el río. La ingeniería del Rin no estuvo exenta de protestas, ya que muchos agricultores y pescadores estaban muy preocupados por la pérdida de valiosas áreas de pesca y tierras de cultivo. Mientras que algunas áreas perdieron terreno, otras áreas vieron cómo se drenaban pantanos y ciénagas y se convertían en tierras cultivables. Tulla tenía el objetivo de acortar y enderezar el Rin Superior, pero las primeras actuaciones también tuvieron problemas ya que aparecieron zonas de rápidos, después de que en el Rin se redujera la erosión a la roca pura. La ingeniería a lo largo del Rin alivió las inundaciones e hizo que el transporte a lo largo del río fuera menos engorroso. Estos proyectos estatales formaban parte del avance técnico y avanzado en que vivía el país junto a la revolución industrial. Para el estado alemán, hacer que el río fuera más predecible era garantizar que los proyectos de desarrollo pudieran comenzar fácilmente.
La sección del Rin Superior aguas abajo desde Maguncia también se conoce como la "isla del Rin". Aquí se encuentran varias islas fluviales, conocidas localmente como "Rheinauen".

### Rin Medio
El Rin es el río más largo de Alemania. Es aquí donde el Rin se encuentra con algunos de sus principales afluentes, como el Neckar, el Meno (Main) y, más tarde, el Mosela, que aporta un caudal medio de más de 300 m³/s. El noreste de Francia drena en el Rin a través del Mosela; ríos más pequeños drenan las tierras altas de los Vosgos y los montes Jura. La mayor parte de Luxemburgo y una parte muy pequeña de Bélgica también desaguan en el Rin a través del Mosela. A medida que se acerca a la frontera neerlandesa, el Rin tiene una descarga media anual de 2290 m³/s y un ancho medio de 400 m.
Entre Bingen am Rhein y Bonn, el Rin Medio fluye a través de la garganta del Rin, una formación creada por la erosión. La tasa de erosión igualó al levantamiento en la región, de modo que el río quedó aproximadamente en su nivel original mientras se elevaban las tierras circundantes. La garganta es bastante profundo y es el tramo del río conocido por sus numerosos castillos y viñedos. Es un sitio del Patrimonio Mundial de la UNESCO (2002) y conocido como «el Rin romántico», con más de 40 castillos y fortalezas de la Edad Media y muchos pueblos rurales pintorescos y encantadores.

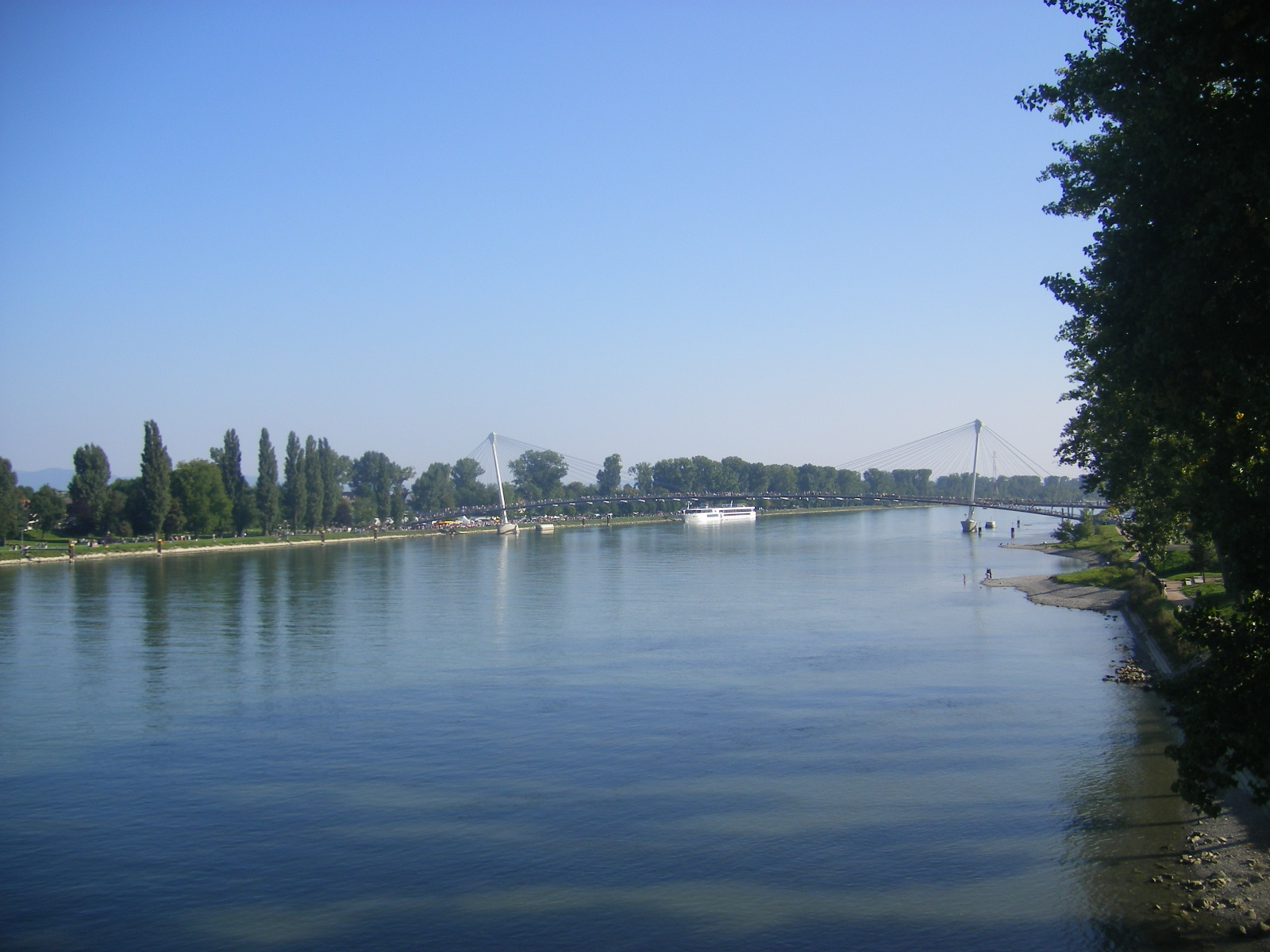
Entre Estrasburgo y Kehl
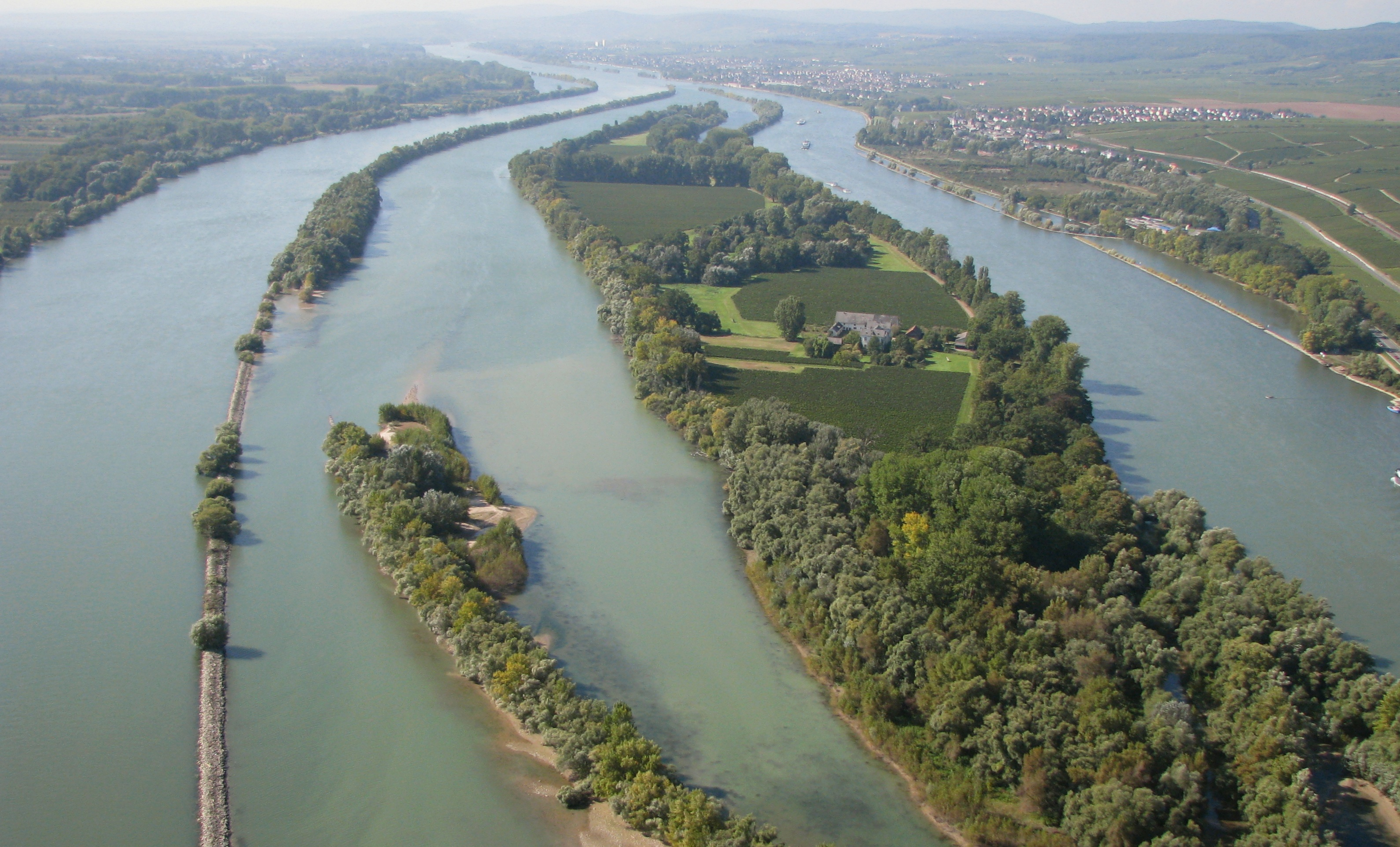
Foto aérea entre Eltville y Bingen
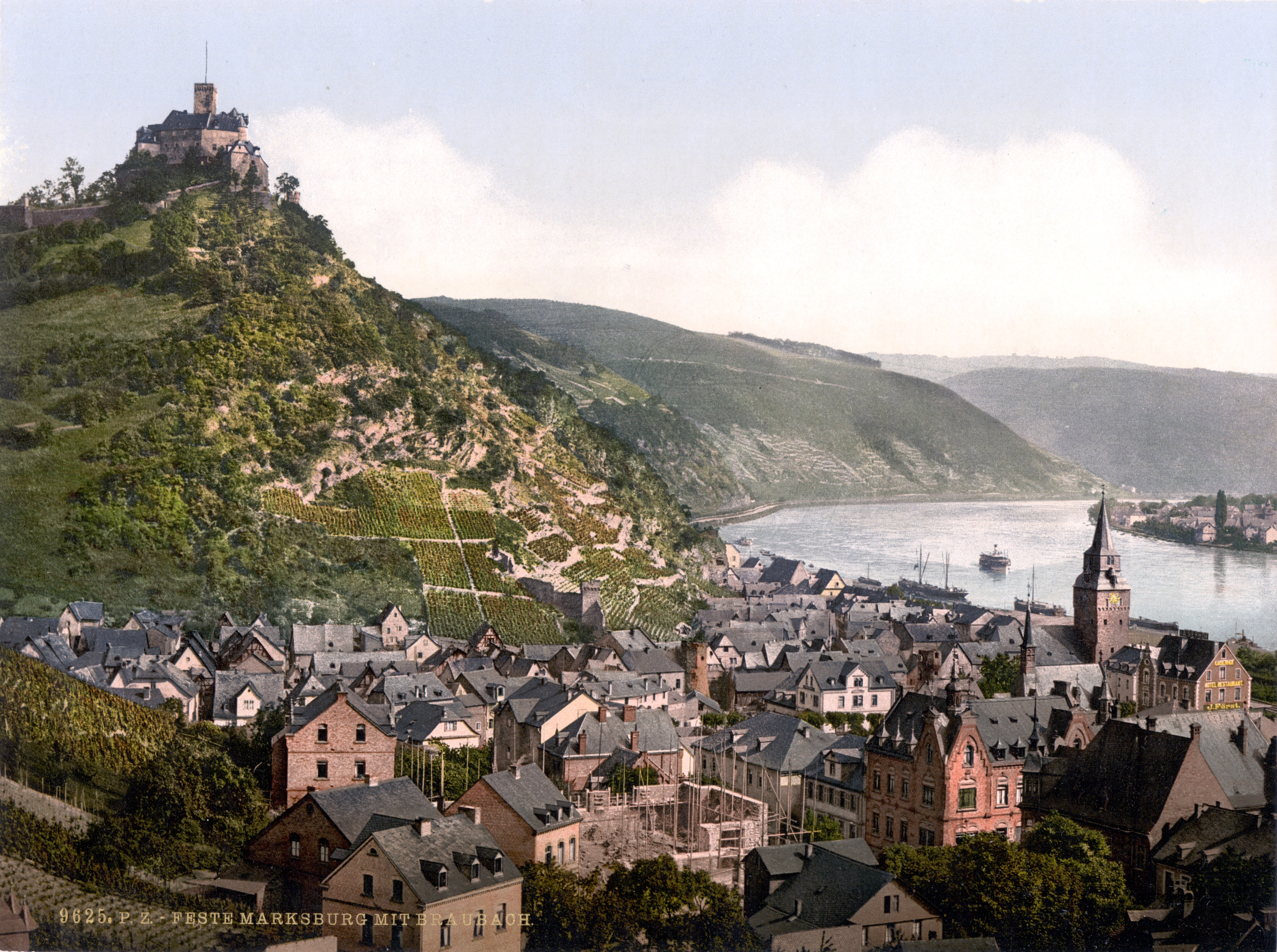
Marksburg cerca de Coblenza, construido en 1231
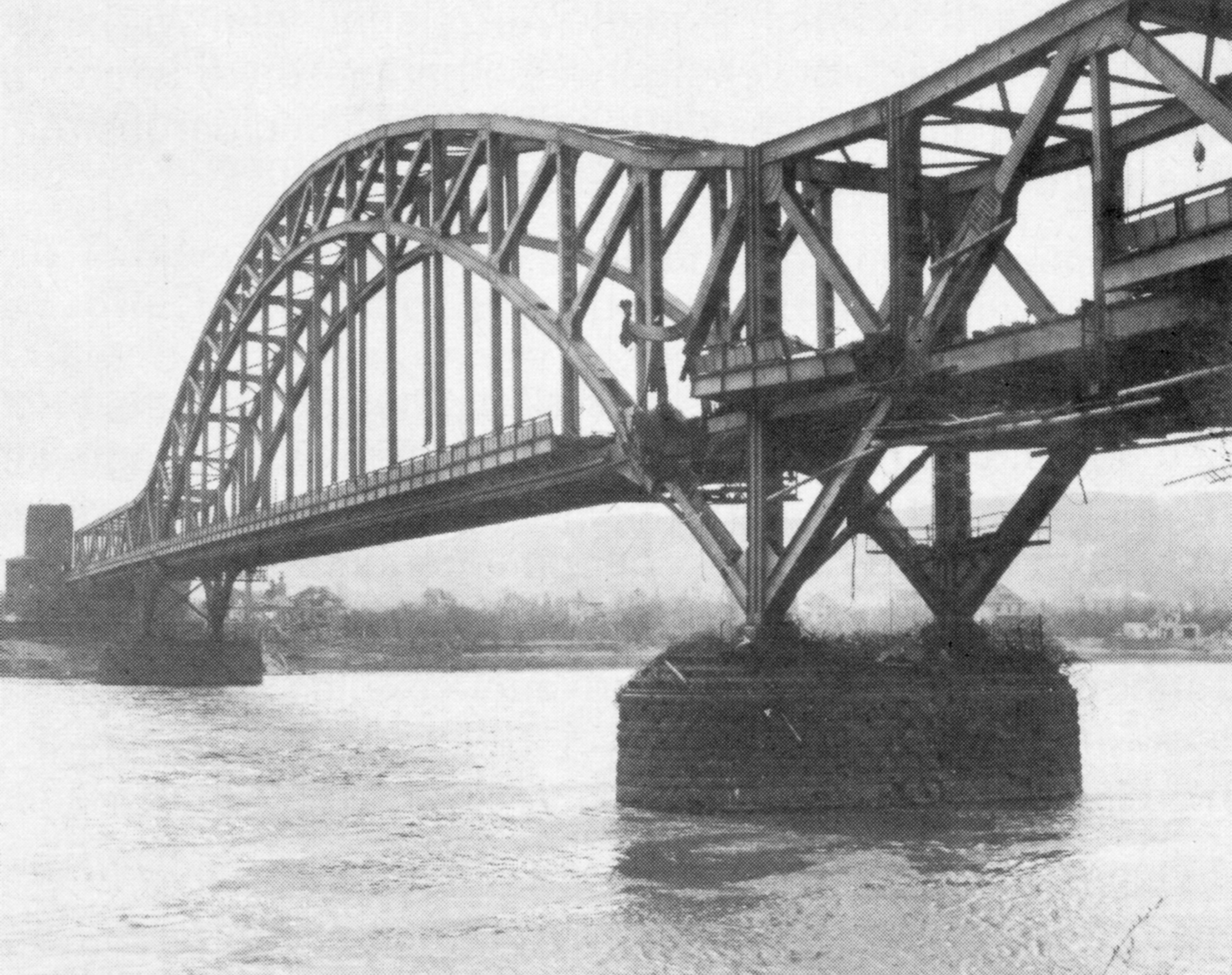
Puente Ludendorff  en Remagen, mostrando daños antes del colapso durante la batalla de Remagen
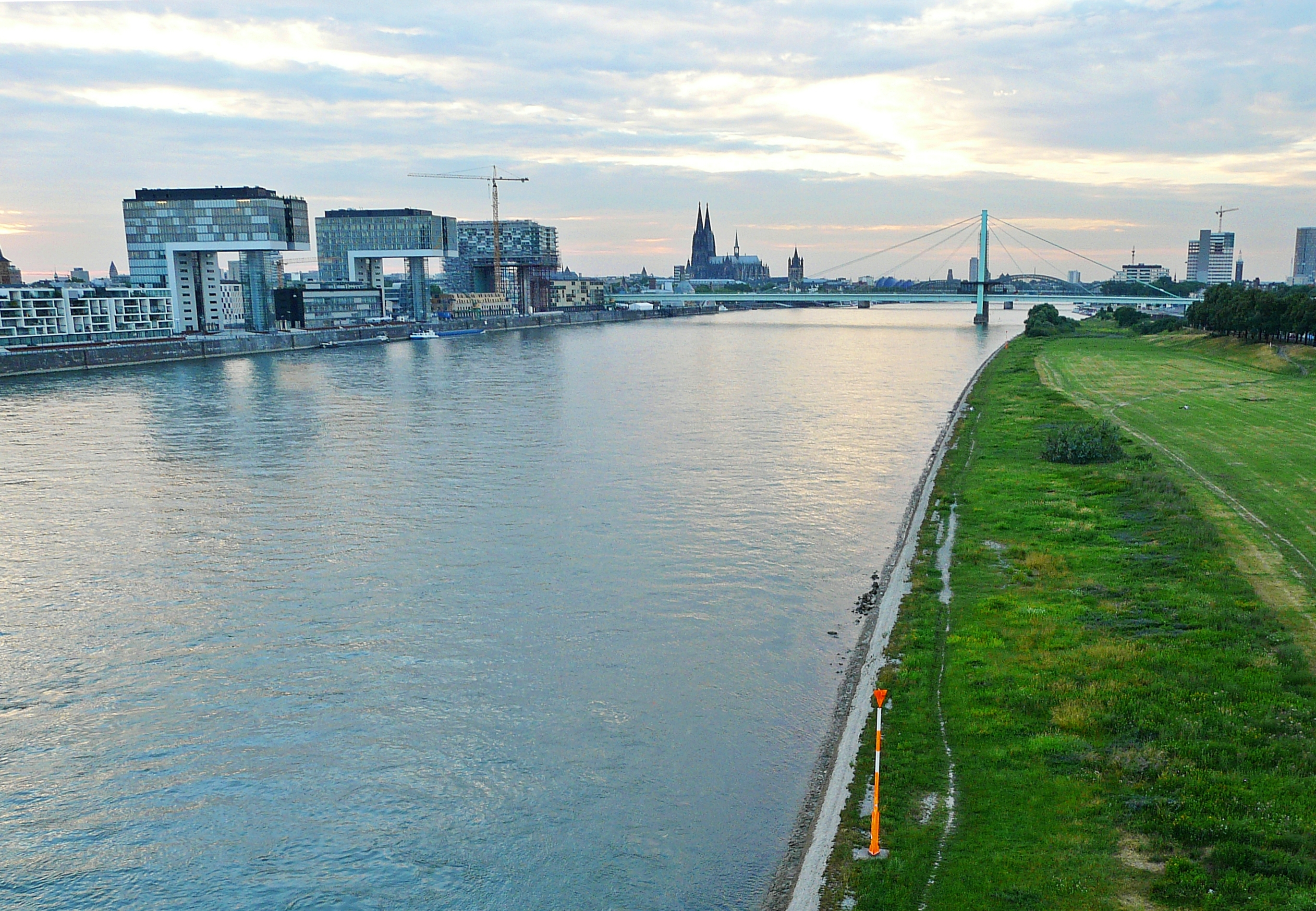
El Rin en Colonia
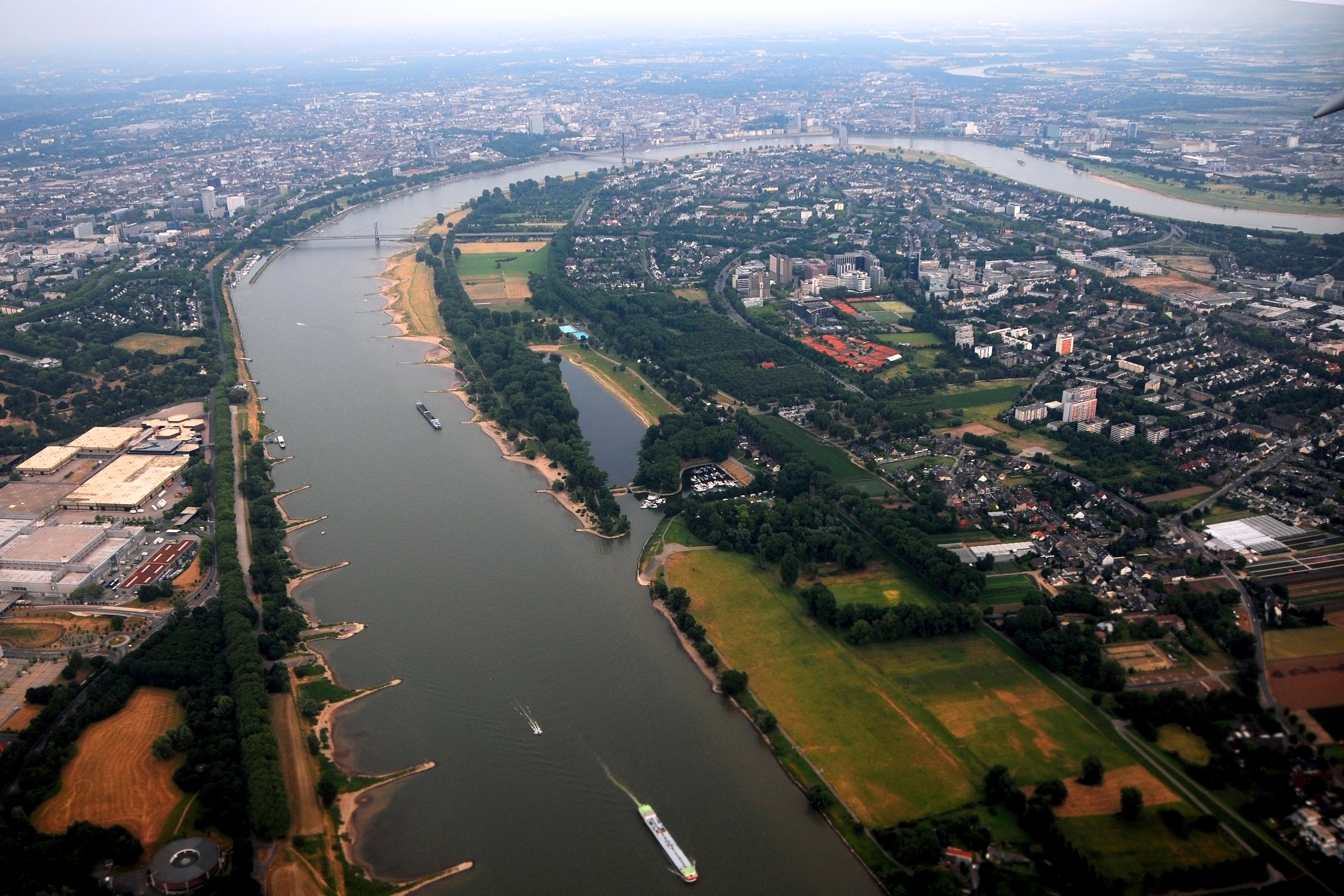
El Rin en Düsseldorf
El Rin en Hünxe, cerca de la frontera con los Países BajosEl Rin en Hünxe, cerca de la frontera con los Países Bajos

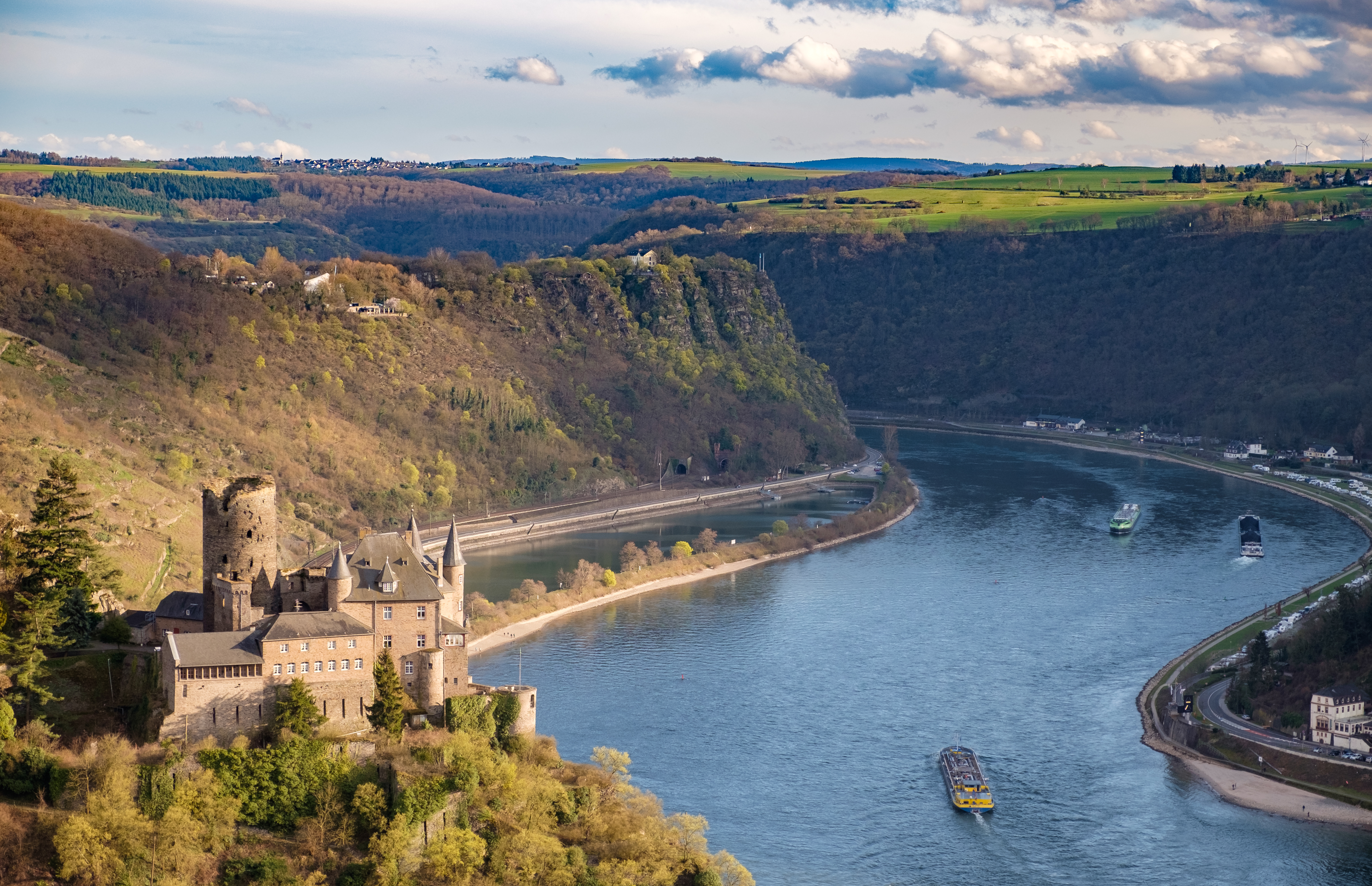
Vista del Valle Medio del Rin y Burg Katz, al fondo Lorelei

La cuenca de Maguncia termina en Bingen am Rhein, el Rin continúa como "Rin Medio" en la Garganta del Rin en las Montañas de Pizarra Renana. En este tramo el río cae desde los 77,4 m sobre el nivel del mar hasta los 50,4 m. A la izquierda, se ubican las cadenas montañosas de Hunsrück y Eifel, a la derecha Taunus y Westerwald. Según los geólogos, la forma característica del valle estrecho fue creada por la erosión del río mientras se levantaba el paisaje circundante (ver brecha de agua).
Los principales afluentes de esta sección son el Lahn y el Mosela. Se unen al Rin cerca de Coblenza, por la derecha y por la izquierda respectivamente. Casi toda la longitud del Rin Medio discurre por el estado alemán de Renania-Palatinado.
Los sectores económicos dominantes en el área del Medio Rin son la vinicultura y el turismo. El desfiladero del Rin entre Rüdesheim am Rhein y Coblenza está catalogado como Patrimonio de la Humanidad por la UNESCO. Cerca de Sankt Goarshausen, el Rin fluye alrededor de la famosa roca Lorelei. Con sus destacados monumentos arquitectónicos, las laderas llenas de viñedos, los asentamientos abarrotados en las estrechas orillas de los ríos y decenas de castillos alineados a lo largo de las empinadas laderas, el Valle Medio del Rin puede considerarse el epítome del romanticismo del Rin.

### Bajo Rin

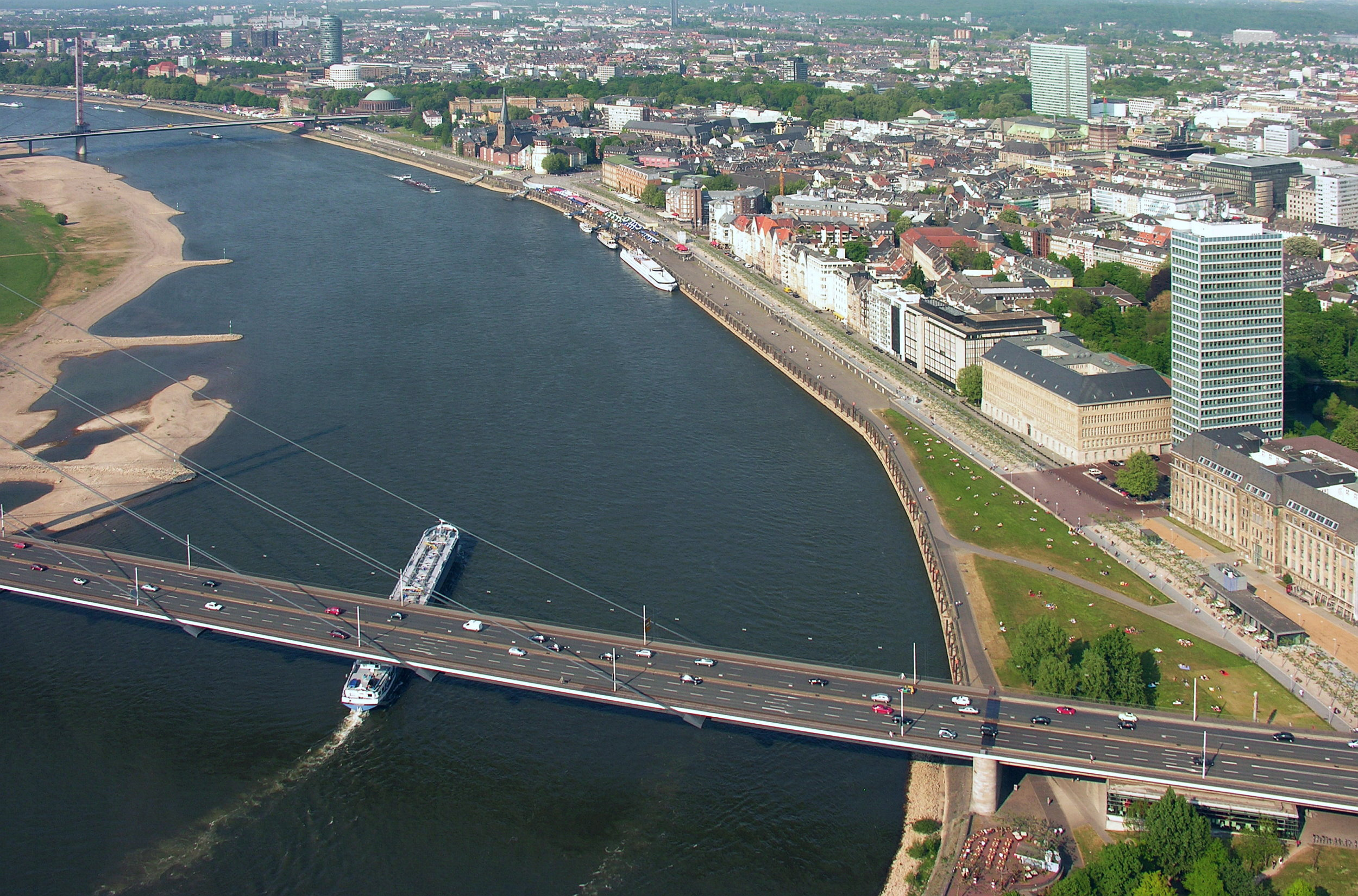
Agua baja en Düsseldorf

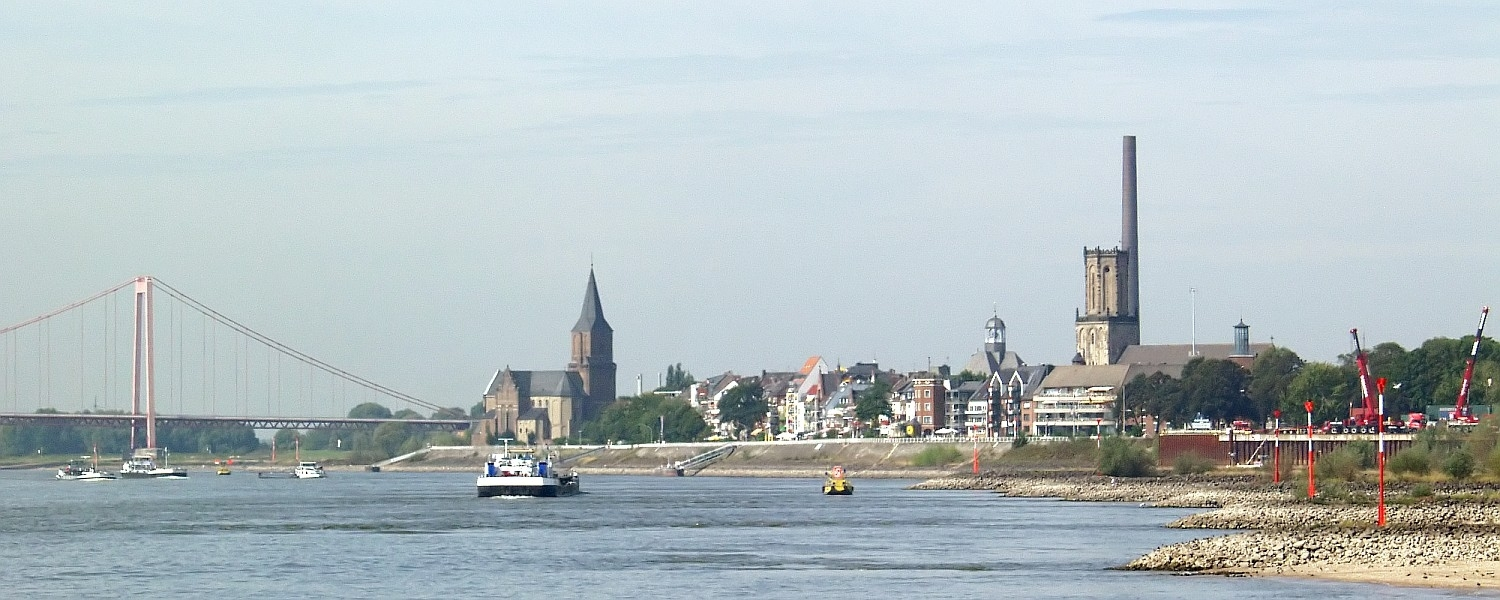
El Bajo Rin en Emmerich

En Bonn, donde el Sieg desemboca en el Rin, el Rin entra en la llanura del norte de Alemania y se convierte en el Bajo Rin. El Bajo Rin cae desde los 50 m hasta 12 m. Los principales afluentes de este tramo son el Ruhr y el Lippe. Al igual que el Alto Rin, el Bajo Rin solía serpentear hasta que la ingeniería creó un lecho de río sólido. Debido a que los diques están a cierta distancia del río, durante las aguas altas, el Bajo Rin tiene más espacio para ensancharse que el Alto Rin.
El Bajo Rin fluye a través de Renania del Norte-Westfalia. Sus orillas suelen estar densamente pobladas e industrializadas, en particular las aglomeraciones de Colonia, Düsseldorf y la zona del Ruhr. Aquí el Rin fluye a través de la mayor conurbación de Alemania, la región Rin-Ruhr. Una de las ciudades más importantes de esta región es Duisburg con el puerto fluvial más grande de Europa (Duisport). La región aguas abajo de Duisburg es más agrícola. En Wesel, 30 km aguas abajo de Duisburg, se encuentra el extremo occidental de la segunda ruta marítima este-oeste, el canal Wesel-Datteln, que corre paralelo al Lippe. Entre Emmerich y Cleves el puente Emmerich Rhine, el puente colgante más largo de Alemania, cruza el río de 400 m de ancho. Cerca de Krefeld, el río cruza la línea de Uerdingen, la línea que separa las áreas donde se habla bajo alemán y alto alemán.
Hasta principios de la década de 1980, la industria era una fuente importante de contaminación del agua. Aunque se pueden encontrar muchas plantas y fábricas a lo largo del Rin hasta Suiza, es a lo largo del Bajo Rin donde se concentra la mayor parte de ellas, ya que el río pasa por las principales ciudades de Colonia, Düsseldorf y Duisburg. Duisburg es el hogar del puerto interior más grande de Europa y funciona como centro de los puertos marítimos de Róterdam, Amberes y Ámsterdam. El Ruhr, que se une al Rin en Duisburg, es hoy en día un río limpio, gracias a una combinación de controles ambientales más estrictos, una transición de la industria pesada a la industria ligera y medidas de limpieza, como la reforestación de Slag y brownfields. El Ruhr actualmente proporciona agua potable a la región. Aporta 70 m³/s al Rin. Otros ríos de la cuenca del Ruhr, sobre todo el Emscher, todavía arrastran un grado considerable de contaminación.

### Delta

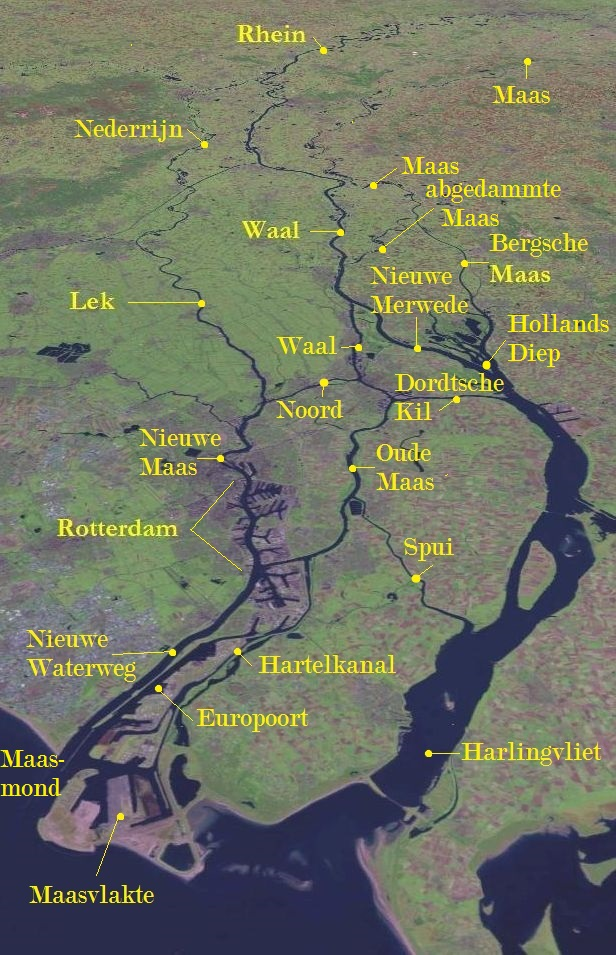
Las partes central y norte del delta Rin-Mosa

Cambio del estuario del Mosa en 1904: curso antiguo azul claro, curso actual azul oscuro

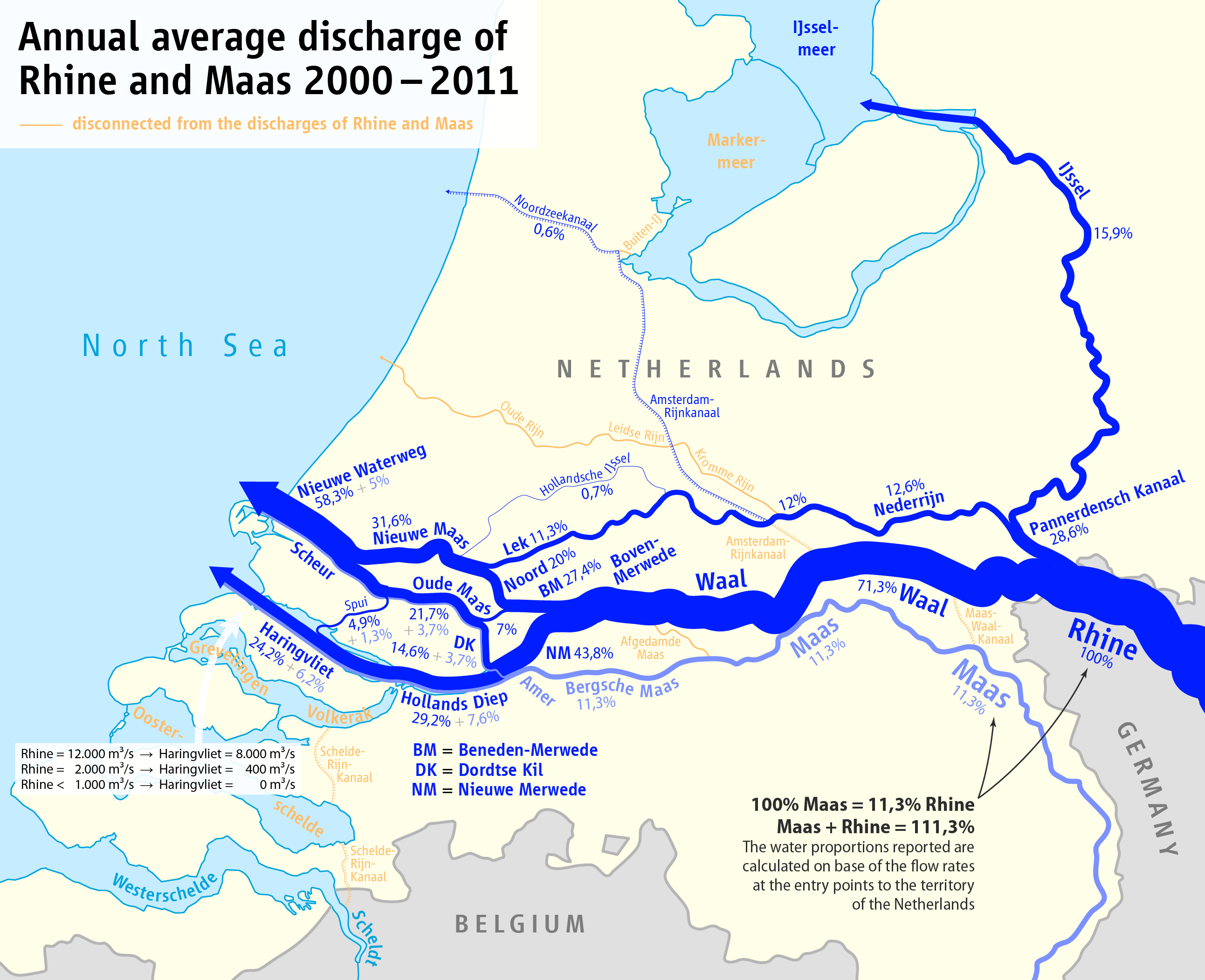
Mapa que muestra cómo las aguas de los ríos Rin y Mosa se dividen en varias ramas de su delta combinado

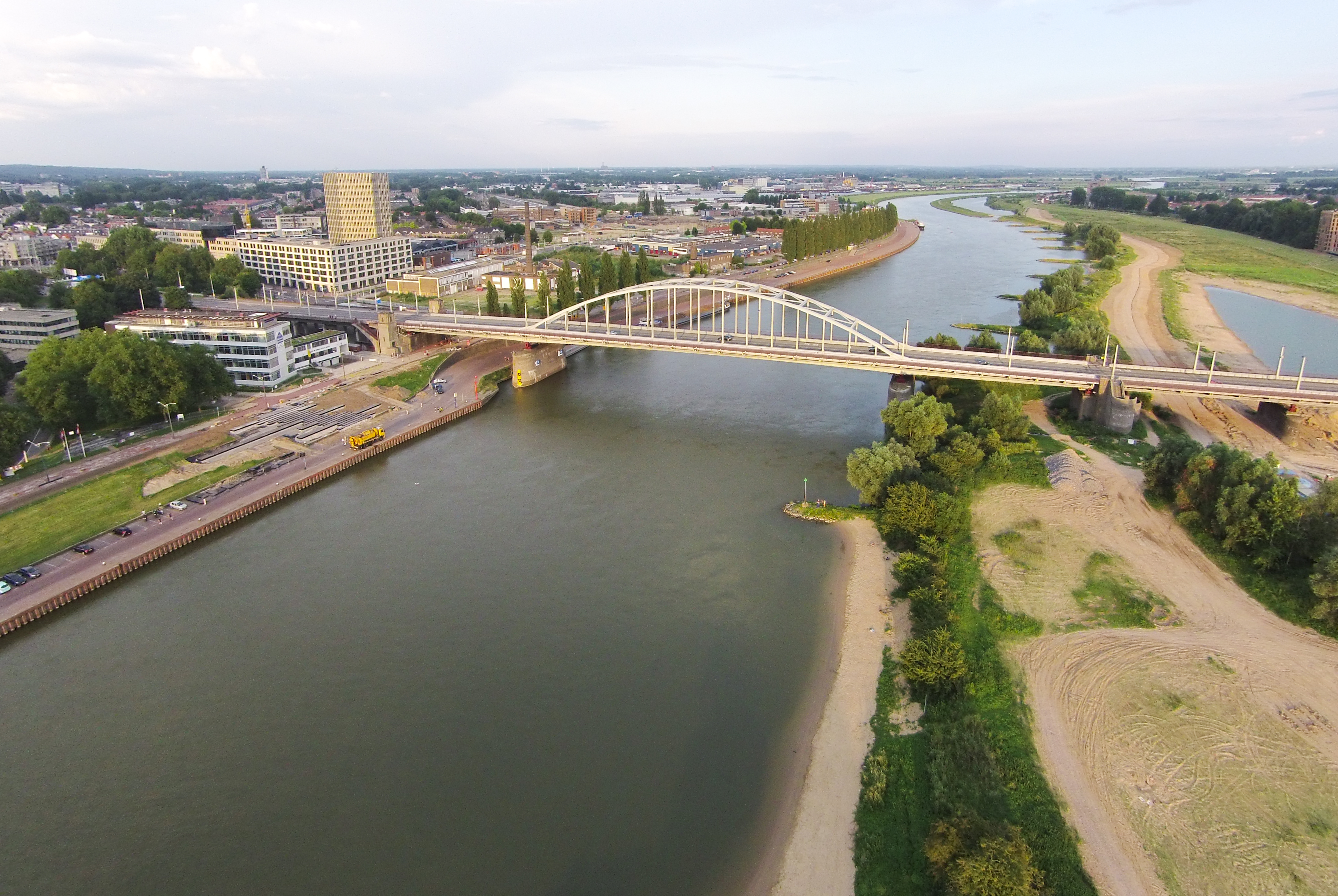
El Nederrijn en Arnhem

El nombre neerlandés para el Rin es «Rijn». El Rin gira hacia el oeste y entra en los Países Bajos, donde, junto con los ríos Mosa y Escalda, forma el extenso delta del Rin-Mosa-Escalda, con 25 347 km², el mayor delta fluvial de Europa. Cruzando la frontera hacia los Países Bajos en Spijk, cerca de Nimega y Arnhem, el Rin está en su punto más ancho, aunque el río luego se divide en tres distributarios principales : Waal, Nederrijn (Nether Rhine) e IJssel.
A partir de aquí, la situación se complica, ya que el nombre neerlandés Rijn ya no coincide más con el curso principal de agua. Dos tercios del caudal del Rin fluyen más hacia el oeste, a través del Waal y luego, vía el Merwede y el Nieuwe Merwede (De Biesbosch), fusionándose con el Mosa, a través de los estuarios de Hollands Diep y Haringvliet, en el mar del Norte. El Beneden Merwede se bifurca, cerca de Hardinxveld-Giessendam, y continúa como el Noord, para unirse al Lek, cerca del pueblo de Kinderdijk, para formar el Nieuwe Maas; luego fluye más allá de Róterdam y continúa vía Het Scheur y el Nieuwe Waterweg, hasta el mar del Norte. El Oude Maas se ramifica, cerca de Dordrecht, y más abajo se une al Nieuwe Maas para formar Het Scheur.
El otro tercio del agua fluye a través del Pannerdens Kanaal y se redistribuye en el IJssel y el Nederrijn. El ramal del IJssel transporta una novena parte del caudal del Rin hacia el norte hasta el IJsselmeer (una antigua bahía), mientras que el Nederrijn transporta aproximadamente dos novenas partes del caudal hacia el oeste a lo largo de una ruta paralela al Waal. Sin embargo, en Wijk bij Duurstede, el Nederrijn cambia de nombre y se convierte en el Lek. Fluye más al oeste, para reunirse con el  Noord en el Nieuwe Maas y el mar del Norte.
El nombre «Rijn», de ahora en adelante, se usa solo para corrientes más pequeños más al norte, que juntas formaron el río Rin principal en la época romana. Aunque conservaron el nombre, estas corrientes ya no transportan agua del Rin, sino que se utilizan para drenar la tierra circundante y los pólderes. Desde Wijk bij Duurstede, la antigua rama norte del Rin se llama Kromme Rijn ('Rin doblado') pasando la ciudad de Utrecht, primero Leidse Rijn ('Rin de Leiden') y luego, Oude Rijn ('Antiguo Rin'). Este último fluye hacia el oeste por una esclusa en Katwijk, donde sus aguas pueden descargarse en el mar del Norte. Esta rama formó antes la línea a lo largo de la cual se construyeron los Limes Germanicus. Durante los períodos de niveles más bajos del mar dentro de las diversas edades de hielo, el Rin giró a la izquierda, creando el río Channel, cuyo curso ahora se encuentra bajo el Canal de la Mancha.
El delta Rin-Mosa, la región natural más importante de los Países Bajos, comienza cerca de Millingen aan de Rijn, próximo a la frontera neerlandesa-alemana con la división del Rin en el Waal y el Nederrijn. La región entre la frontera neerlandesa-alemana y Róterdam, donde el Waal, el Lek y el Mosa corren más o menos paralelos, se conoce coloquialmente como los «Grandes Ríos». Dado que el Rin aporta la mayor parte del agua, se usa comúnmente el término más corto delta del Rin. Sin embargo, este nombre también se usa para el delta  cuando el Rin desemboca en el lago de Constanza, por lo que es más claro llamarlee delta Rin-Mosa, o incluso el delta Rin-Mosa-Escalda, ya que el Escalda termina en el mismo delta.
La forma del delta del Rin está determinada por dos bifurcaciones: primero, en Millingen aan de Rijn, el Rin se divide en Waal y Pannerdens Kanaal, que cambia su nombre a Nederrijn en Angeren, y segundo cerca de Arnhem, el IJssel se bifurca del Nederrijn. Esto crea tres cauces principales, dos de los cuales cambian de nombre con bastante frecuencia. La rama meridional, la principal y más grande, comienza como Waal y continúa como Boven Merwede ('Merwede Superior'), Beneden Merwede ('Merwede Inferior'), Noord ('el Norte'), Nieuwe Maas ('Nuevo Mosa'), Het Scheur ('el Desgarro') y Nieuwe Waterweg ('Nueva Vía Fluvial'). El cauce medio comienza como Nederrijn, luego cambia a Lek,, luego se une al Noord, formando así el Nieuwe Maas. El cauce septentrional mantiene el nombre IJssel hasta que desemboca en el lago IJsselmeer. Tres cauces más transportan cantidades significativas de agua: el Nieuwe Merwede ('Nuevo Merwede'), que se bifurca desde el brazo sur donde cambia de Boven a Beneden Merwede; el Oude Maas ('Viejo Mosa'), que se ramifica desde la rama sur donde cambia de Beneden Merwede a Noord, y Dordtse Kil, que se ramifica desde Oude Maas.
Antes de la inundación de Santa Isabel (1421), el Mosa fluía justo al sur de la actual línea Merwede-Oude Maas hacia el mar del Norte y formaba un estuario similar a un archipiélago con el Waal y el Lek. Este sistema de numerosas bahías, ríos extensos como estuarios, muchas islas y cambios constantes de la costa, es difícil de imaginar hoy en día. De 1421 a 1904, el Mosa y el Waal se fusionaron río arriba en Gorinchem para formar Merwede. Por razones de protección contra inundaciones, el Mosa se separó del Waal a través de una esclusa y se desvió hacia una nueva salida llamada Bergse Maas, luego Amer y luego desemboca en la antigua bahía Hollands Diep.
La parte noroeste del estuario (alrededor de Hook of Holland), todavía se llama Maasmond ("Boca del Mosa"), ignorando el hecho de que ahora solo lleva agua del Rin. Esto podría explicar la denominación confusa de las diversas ramas.
La hidrografía del delta actual se caracteriza por los brazos principales del delta, brazos desconectados (Hollandse IJssel, Linge, Vecht, etc.) y ríos más pequeños y arroyos. Muchos ríos han sido cerrados ("represados") y ahora sirven como canales de drenaje para los numerosos pólderes. La construcción de Delta Works cambió radicalmente el delta en la segunda mitad del siglo XX. Actualmente, el agua del Rin desemboca en el mar, o en antiguas bahías marinas ahora separadas del mar, en cinco lugares, a saber, en las desembocaduras de Nieuwe Merwede, Nieuwe Waterway (Nieuwe Maas), Dordtse Kil, Spui e IJssel.
El delta Rin-Mosa es un delta de marea, formado no solo por la sedimentación de los ríos, sino también por las corrientes de marea. Esto significaba que la marea alta constituía un grave riesgo porque las fuertes corrientes de marea podían desgarrar grandes extensiones de tierra hacia el mar. Antes de la construcción de Delta Works, la influencia de las mareas era palpable hasta Nimega, e incluso hoy, después de la acción reguladora de Delta Works, la marea actúa tierra adentro. En el Waal, por ejemplo, la influencia de las mareas más hacia tierra se puede detectar entre Brakel y Zaltbommel.

## Recorrido

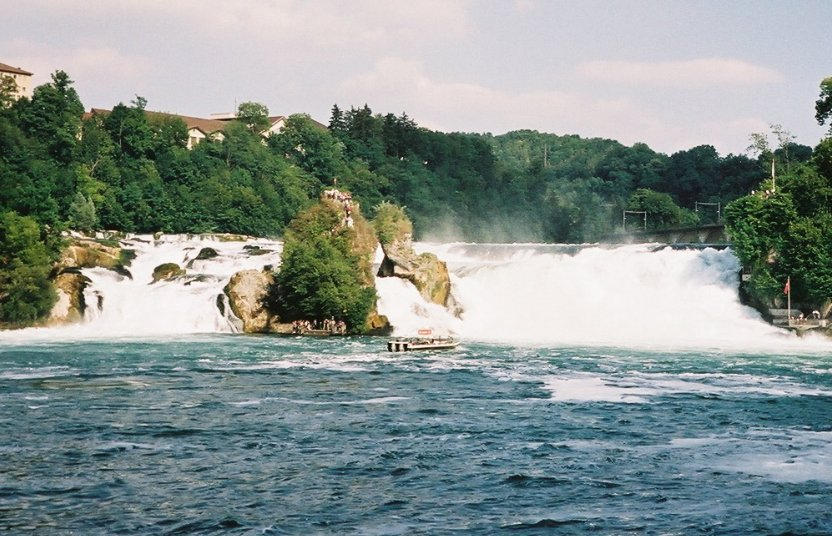
Cataratas del Rin en Schaffhausen.

Nace en los Alpes suizos (Cantón de los Grisones) y sirve como frontera natural con Liechtenstein donde se juntan el Rin Anterior (que viene del macizo de San Gotardo/Oberalp) y el Rin Posterior (que proviene del macizo de Albula). Tras abandonar los Grisones, Liechtenstein y Austria, desagua en el lago de Constanza, en un vertiginoso descenso desde el Cuerno del Rin (Rheinwaldhorn) a 3402 m hasta los relativamente bajos 395 del lago. A continuación, pasa por Basilea, sirve de frontera entre Francia y Alemania, se adentra en la región industrial del Ruhr y gira hacia los Países Bajos, donde se divide en tres brazos principales —IJssel, Waal y Lek—, para desembocar en el mar del Norte, formando un delta común con el río Mosa. Los principales puertos del Rin son Róterdam, Duisburgo, Mannheim, Ludwigshafen, Estrasburgo y Basilea. La cuenca del Rin abastece de toda su agua al ducado de Luxemburgo. De hecho este país aparece en todos los tratados del río.

## Régimen hidrográfico
El régimen hidrológico del Rin es armonioso, todos sus afluentes hacen aportaciones complementarias: Aar (610 m³/s), Ill (58 m³/s), Neckar (145 m³/s), Meno (Main) (190 m³/s), Mosela (400 m³/s), Lippe (100 m³/s), Ruhr (80 m³/s).
Su régimen del lago de Constanza es nival y tiene una tendencia a reducir su vitalidad. Después la cascada de Schaffhausen, que recibe abundantes aguas y está marcado por la impronta de los glaciares. El Rin trae 410 m³/s y el Aar 610 m³/s, y llegan hasta Basilea con un caudal de 1030 m³/s con un máximo en junio y un mínimo en enero. El Rin fluye con aproximadamente la mitad de su caudal al 20% de su cuenca.
En Estrasburgo, que recibe las aguas del Ill, que ofrece unos 58 m³/s, atenúa en un cierto grado su régimen nival. Va perdiendo este tipo de régimen, puesto que progresivamente va recibiendo afluentes de régimen pluvial con un elevado contenido de agua del invierno. Las contribuciones del Neckar y el Meno (Main) tienden a regular su flujo. Pero es en Coblenza que el Rin pierde su régimen nival y pasa a tener un régimen pluvial-nival, con un momento de aportación máxima con la contribución del Mosela (400 m³/s), y el máximo propio del periodo invernal. A partir de Coblenza, su máximo en invierno (en febrero es de 2540 m³/s) es superior al del verano (en junio es de 2090 m³/s), logrando el mínimo en octubre (1480 m³/s). Su caudal mediano de 2000 m³/s. Posteriormente, recibe poco de los principales afluentes, dejando aparte las aportaciones del Lippe, y de la cuenca del Ruhr, que contribuyen ya en Lobith (Gelderland) a hacer que el caudal llegue a los 2300 m³/s.
Débito mediano mensual (en m³/s) medido en la estación hidrológica de Ress. Altitud: 2 m- cuenca versando: 185 000 km² - calculado sobre el periodo 1930-1997.

## Economía
La cuenca del Rin es una de las más densamente pobladas e intensamente industrializadas del mundo. Es la arteria fluvial más importante del mundo por la densidad de su tráfico comercial de navegación.
Desde la Convención de Mannheim de 1868, el Rin está considerado una región de "aguas internacionales" desde el último puente de Basilea hasta el mar del Norte, asegurando a Suiza un acceso libre al mar. La sede de la Comisión Central para la Navegación del Rin (CCNR) está en Estrasburgo. Fundada en 1815 durante el Congreso de Viena, es la organización internacional más antigua.

## Canales

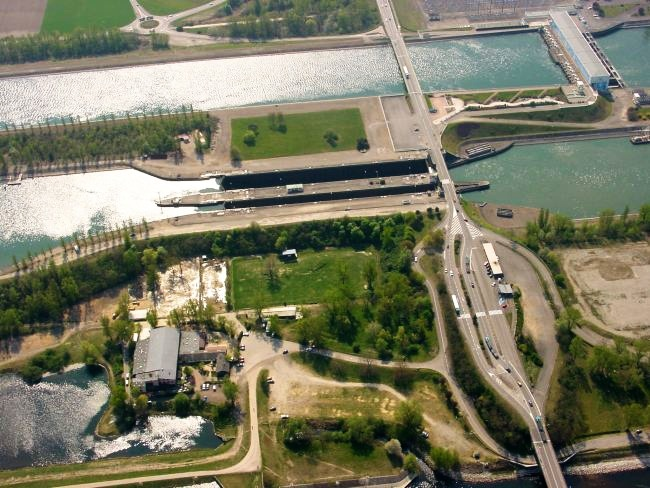
Vista aérea del canal del Rin con la central eléctrica "Usine Electrique de Vogelgrun" y el sistema de esclusas cerca de Breisach.

El curso del Rin está marcado por numerosos canales, que discurren paralelos (canal de Alsacia) o que lo comunican con otros ríos: canal Saint-Symphorien (con el Ródano-Saona) o el Rin-Meno-Danubio.
Gran Canal de Alsacia
La construcción del Gran Canal de Alsacia, en el lado francés, a partir de 1920 permitió que Francia edificara en su territorio una serie de centrales hidroeléctricas y de presas, lo que hizo bajar el nivel del Rin. Como consecuencia de ello, en 1935, el salmón había desaparecido totalmente, convirtiendo además a este río en el más contaminado del continente.
Gracias a la labor coordinada de las naciones ribereñas, el río ha recobrado actualmente su pureza y el salmón ha reaparecido en sus aguas.
Canal Rin-Meno-Danubio
Recorre la mitad meridional de Alemania con 677 km de longitud. Este enlace fluvial, iniciado después de la Primera Guerra Mundial y terminado en 1993, se extiende por la alemana Baviera desde Aschaffenburg (extremo noroeste) hasta las proximidades de Passau, cerca de la frontera con Austria. Pasa por los valles de los ríos Meno (Main en alemán), Regnitz y Altmühl y permite la navegación desde el mar del Norte al mar Negro.

## El Rin en Alemania

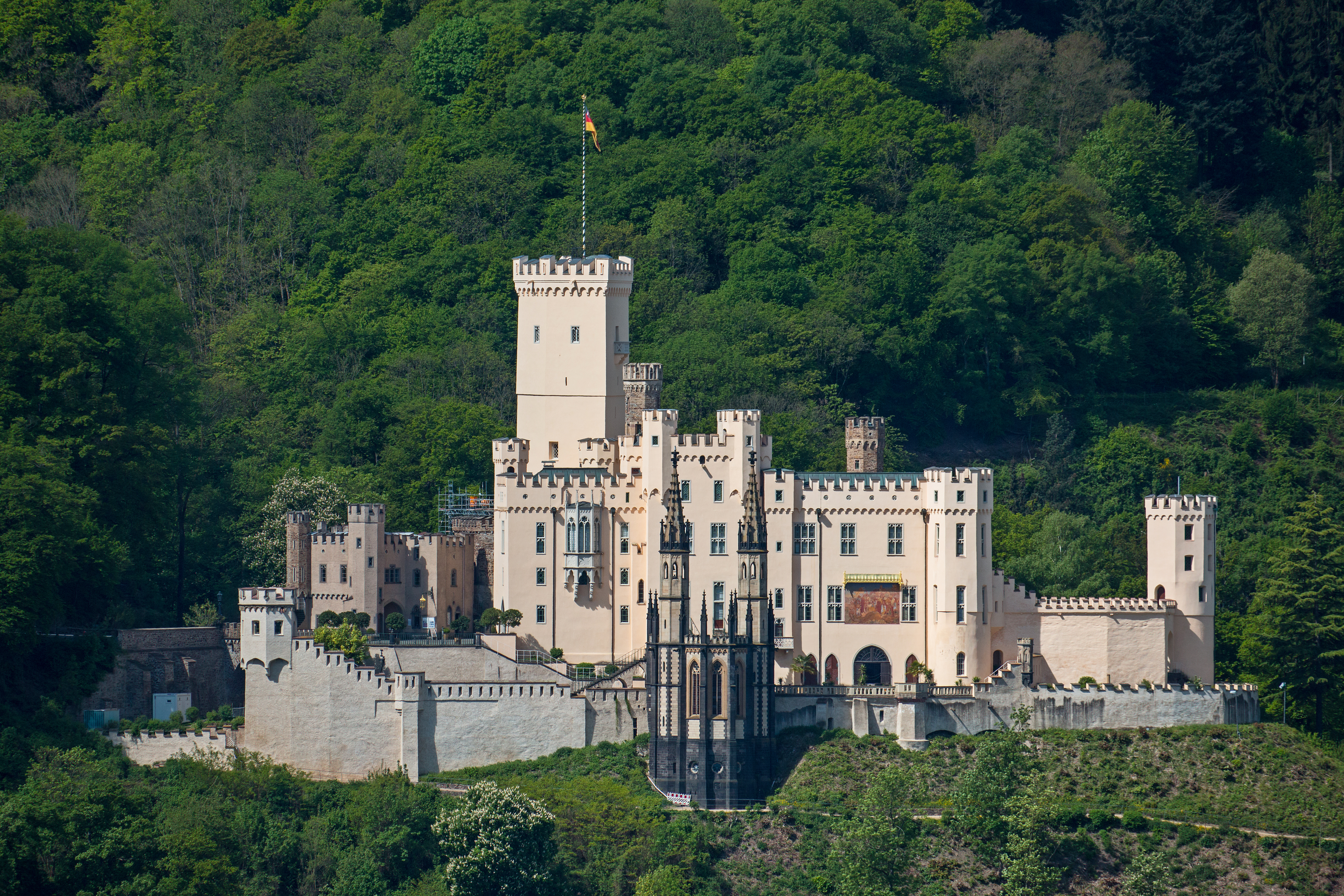
Castillo de Stolzenfels. De 1836 a 1842, el actual palacio clasicista fue construido con la participación de Karl Friedrich Schinkel.

Para varios partidarios de la unificación alemana en el siglo XIX, la identidad nacional emergente fue personificada por los espacios salvajes de Alemania. “Los recuerdos de lo que los alemanes alguna vez fueron y podrían ser en el futuro no se evocan tan claramente como en el Rin”, escribió Friedrich Schlegel en 1803.
El Rin es vital para la industria en Alemania ya que no solo actúa como vía de distribución de las materias primas, sino que también sirve para transportar productos finales al puerto de Róterdam, el mayor de Europa. En 2018, cerca del 80% de los 220 millones de toneladas de cargamento que se transportaban en Alemania pasó por el Rin.
El festival anual del Rin en llamas propone un espectáculo pirotécnico en Sankt Goar en septiembre y en Coblenza en agosto.

### Historia
Durante los tiempos prehistóricos existían los mismos grupos culturales en ambos costados del río. La característica de frontera nacional del Rin es relativamente reciente, con excepción del periodo durante el cual el Imperio romano lo transformó en su barrera norte contra los bárbaros, como una frontera (limes) llena de fortificaciones, como Colonia. Entre la caída del Imperio Romano y la conquista de Alsacia por parte de Luis XIV, el Rin formó parte exclusiva del mundo germánico.
En los primeros tiempos históricos, las tribus germánicas se asentaron a ambos lados de la parte inferior del río, y los celtas junto a su curso superior. Durante el Imperio Romano, la batalla del bosque de Teutoburgo (año 9) en el que las tropas romanas al norte del Rin (tres legiones) fueron aniquiladas por los queruscos de Arminio, de forma que Augusto decidió establecer el Rin como frontera norte del imperio temporalmente.
En la Nochevieja de 405 o 406 (hay razonadas opiniones diversas en la historiografía), suevos, alanos y vándalos cruzaron el Rin, que estaba congelado, por Maguncia, y posteriormente asolaron la Galia e invadieron por el imperio romano occidental.
El comercio ya florecía a lo largo del Rin en la época romana, mientras que Colonia, gracias principalmente al derecho básico, se convirtió en una metrópoli.

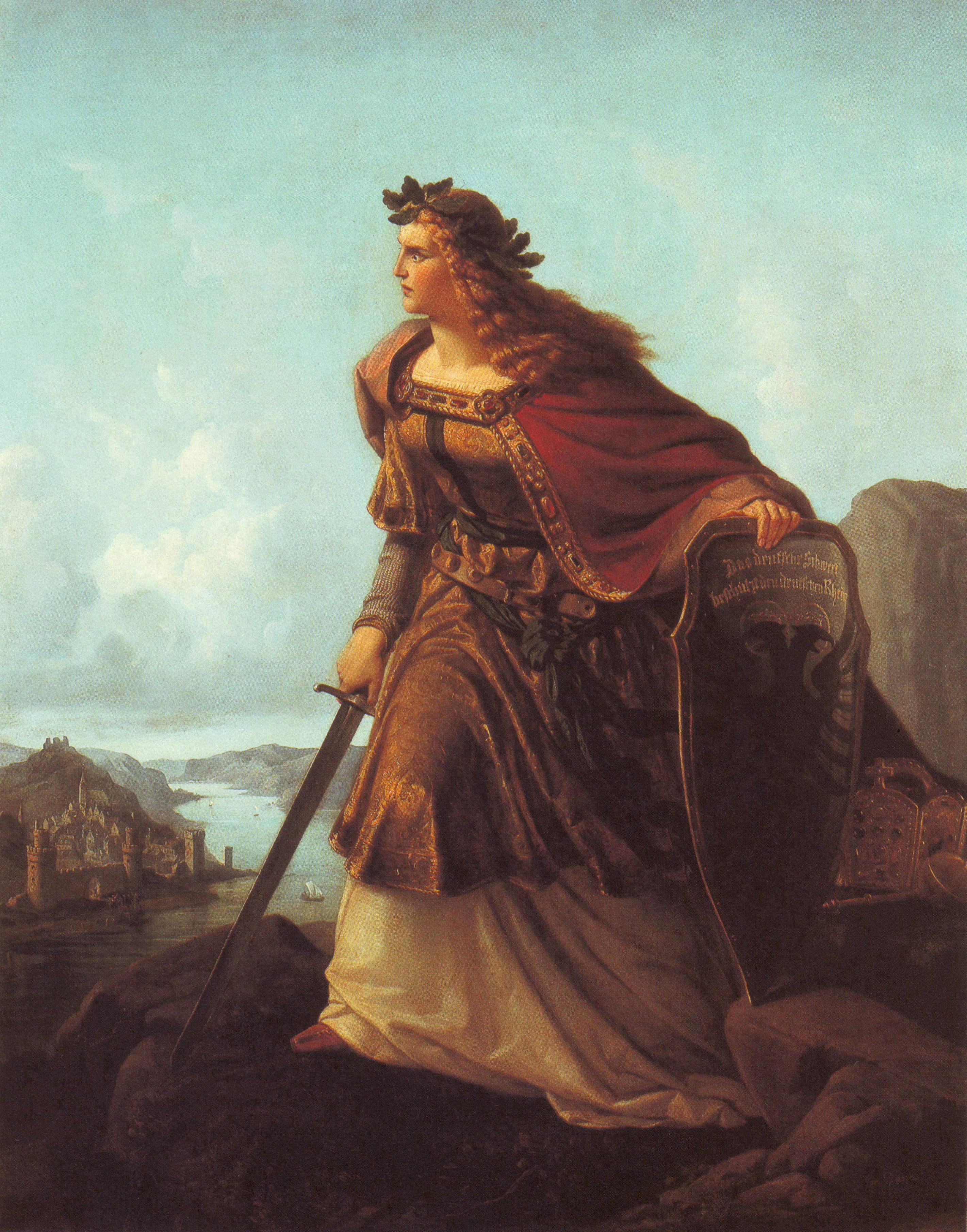
Germania en "Die Wacht am Rhein", pintura de 1860.

#### Edad Contemporánea
En 1806, durante el Primer Imperio francés, el poder galo se hizo con el control de la margen izquierda del Rin y se creó la Confederación del Rin, impuesta por Napoleón Bonaparte en detrimento del Sacro Imperio Romano Germánico.
El Rin ha sido históricamente una fuente de problemas fronterizos entre Francia y Alemania. Por ejemplo, en 1840 se produjo la crisis del Rin debido a que el primer ministro francés Adolphe Thiers recuperó la idea del Rin como una de las fronteras naturales de Francia. La canción nacionalista «La guardia junto al Rin» («Die Wacht am Rhein») fue compuesta en aquella época y durante la guerra franco-prusiana de 1870 se elevó a la categoría de himno nacional de Alemania. La canción llama a la defensa del Rin contra Francia y siguió siendo popular durante la Primera Guerra Mundial.
Tras el fin de la guerra, el Tratado de Versalles (1919) especificó la desmilitarización indefinida de Renania. Se trataba de los territorios situados entre la frontera francesa y el Rin, más una franja de 50 km al este del Rin. Renania quedaría además ocupada por tropas aliadas durante 15 años, hasta 1935 (tras el Tratado de Locarno, las tropas aliadas se retirarían de Renania en 1930). Esta cláusula creó amargura en Alemania y se considera una de las causas de la Segunda Guerra Mundial. La reocupación y militarización de Renania por parte de la Alemania nazi (1936) fue seguida por un referéndum para ratificar la acción que había sido ordenado ilegalmente por el führer Adolf Hitler. Votaron 45 millones y el referéndum lo ganó el gobierno de Berlín con el 99 % de los votos.

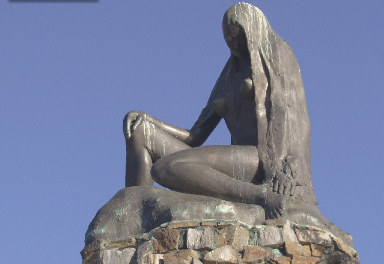
Lorelei, sirena de la mitología germánica, de gran belleza y delicioso canto, que se colocaba en una roca sobre el Rin y con su canto seducía a los navegantes. Escultura que se levanta a orillas del río en Renania.

### Patrimonio de la Humanidad
El Valle Superior del Medio Rin, entre Bingen y Coblenza, fue declarado Patrimonio de la Humanidad por la Unesco en 2002. El risco de Lorelei es uno de los más admirados por los turistas.

## Afluentes
| Ramal | Ramal | Pto. km. | Cota | Nombre afluente                           | Nombre afluente                           | Nombre afluente                           | Nombre afluente                           | Nombre afluente                           | Desembocadura     | Longitud (km) | Cuenca (km²) | Caudal (m³/s) | subentidad por donde fluye                              | Sección                         |
| —     | D     | ?        | ?    | Ill                                       | Ill                                       | Ill                                       | Ill                                       | Ill                                       | Rin               | 76            | 1281         | 66            | Vorarlberg                                              | Austria                         |
| —     | D     | ?        | ?    | Bregenzer Ach                             | Bregenzer Ach                             | Bregenzer Ach                             | Bregenzer Ach                             | Bregenzer Ach                             | Lago de Constanza | 70            | 835          | 41            |                                                         | Austria                         |
| —     | D     | ?        | ?    | Argen                                     | Argen                                     | Argen                                     | Argen                                     | Argen                                     | Lago de Constanza | 94            | 639          | 19,5          |                                                         | Alemania                        |
| —     | D     | ?        | ?    | Schussen                                  | Schussen                                  | Schussen                                  | Schussen                                  | Schussen                                  | Lago de Constanza | 62            | 782          | 10,9          |                                                         | Alemania                        |
| I     | —     | 65,0     | 345  | Thur                                      | Thur                                      | Thur                                      | Thur                                      | Thur                                      | Rin               | 134,6         | 1696         | 45,5          |                                                         | Suiza                           |
| —     | D     | 100.17   | ?    | Wutach                                    | Wutach                                    | Wutach                                    | Wutach                                    | Wutach                                    | Rin               | 90,2          | 1123         | 16            | Baden-Wurtemberg                                        | Alemania y Suiza                |
| I     | —     | 102,2    | 311  | Río Aar                                   | Río Aar                                   | Río Aar                                   | Río Aar                                   | Río Aar                                   | Rin               | 288,24        | 17 620       | 590           |                                                         | Suiza                           |
| —     | —     | —        | —    | —                                         | Sarine                                    | Sarine                                    | Sarine                                    | Sarine                                    | Aar               | 126           | 1892         | 20            |                                                         | Suiza                           |
| —     | —     | —        | —    | —                                         | Río Emme                                  | Río Emme                                  | Río Emme                                  | Río Emme                                  | Aar               | 81,9          | 983          | 19,8          |                                                         | Suiza                           |
| —     | —     | —        | —    | —                                         | río Reuss                                 | río Reuss                                 | río Reuss                                 | río Reuss                                 | Aar               | 164,4         | 3425         | 140           |                                                         | Suiza                           |
| —     | —     | —        | —    | —                                         | Río Limago                                | Río Limago                                | Río Limago                                | Río Limago                                | Aar               | 140           | 2416         | 85,9          |                                                         | Suiza                           |
| —     | —     | —        | —    | —                                         | —                                         | Río Sihl                                  | Río Sihl                                  | Río Sihl                                  | Río Limago        | 73            | 314          | 5,19          |                                                         | Suiza                           |
| I     | —     | 164.49   | ?    | Birse                                     | Birse                                     | Birse                                     | Birse                                     | Birse                                     | Rin               | 73            | 924          | 15            |                                                         | Suiza                           |
| —     | D     | 169.3    |      | Río Wiese                                 | Río Wiese                                 | Río Wiese                                 | Río Wiese                                 | Río Wiese                                 | Rin               | 58            | 453          | 12            |                                                         | Alemania                        |
| —     | D     | 253      | 154  | Río Elz                                   | Río Elz                                   | Río Elz                                   | Río Elz                                   | Río Elz                                   | Rin               | 90            | 1481         | 21,5          |                                                         | Alemania                        |
| —     | D     | 298.16   | 134  | río Kinzig                                | río Kinzig                                | río Kinzig                                | río Kinzig                                | río Kinzig                                | Rin               | 95            | 1406         | 22,9          |                                                         | Alemania                        |
| I     | —     | 311.7    | 127  | Río Ill                                   | Río Ill                                   | Río Ill                                   | Río Ill                                   | Río Ill                                   | Rin               | 208           | 4760         | 45            |                                                         | Francia                         |
| —     | —     | —        | —    | —                                         | Largue                                    | Largue                                    | Largue                                    | Largue                                    | Ill               | 75            | 277          | 2,97          |                                                         | Francia                         |
| —     | —     | —        | —    | —                                         | Bruche                                    | Bruche                                    | Bruche                                    | Bruche                                    | Ill               | 76,8          | 727          | 7,9           |                                                         | Francia                         |
| I     | —     | 334.5    | 113  | Río Moder                                 | Río Moder                                 | Río Moder                                 | Río Moder                                 | Río Moder                                 | Rin               | 93            | 1720         | 16,6          |                                                         | Francia                         |
| —     | —     | —        | —    | —                                         | Zorn                                      | Zorn                                      | Zorn                                      | Zorn                                      | Moder             | 102           | 757          | 7,41          |                                                         | Francia                         |
| I     | —     | 343.95   | ?    | Sauer                                     | Sauer                                     | Sauer                                     | Sauer                                     | Sauer                                     | Rin               | 70            | 806          | 6,07          |                                                         | Francia                         |
| —     | D     | 344.45   | ?    | Murg                                      | Murg                                      | Murg                                      | Murg                                      | Murg                                      | Rin               | 79            | 617          | 18            |                                                         | Alemania                        |
| I     | —     | 355.5    | ?    | Río Lauter                                | Río Lauter                                | Río Lauter                                | Río Lauter                                | Río Lauter                                | Rin               | 74            | 382          | 3             |                                                         | Alemania                        |
| —     | D     | 370.0    | ?    | Pfinz                                     | Pfinz                                     | Pfinz                                     | Pfinz                                     | Pfinz                                     | Rin               | 60            | 240          | 2,06          |                                                         | Alemania                        |
| I     | —     | 400.2    | ?    | Speyerbach                                | Speyerbach                                | Speyerbach                                | Speyerbach                                | Speyerbach                                | Rin               | 60            | 596          | 2,27          |                                                         | Alemania                        |
| —     | D     | 428.2    | 95   | Neckar                                    | Neckar                                    | Neckar                                    | Neckar                                    | Neckar                                    | Rin               | 367           | 14 000       | 145           | Baden-Wurtemberg                                        | Alemania                        |
| —     | —     | —        | —    | —                                         | Fils                                      | Fils                                      | Fils                                      | Fils                                      | Neckar            | 63            | 704          | 10,1          |                                                         | Alemania                        |
| —     | —     | —        | —    | —                                         | Rems                                      | Rems                                      | Rems                                      | Rems                                      | Neckar            | 78            | 567          | 6,98          | Baden-Wurtemberg                                        | Alemania                        |
| —     | —     | —        | —    | —                                         | Enz                                       | Enz                                       | Enz                                       | Enz                                       | Neckar            | 105,3         | 2228         | 23,03         | Baden-Wurtemberg                                        | Alemania                        |
| —     | —     | —        | —    | —                                         | —                                         | Río Nagold                                | Río Nagold                                | Río Nagold                                | Enz               | 92            |              | 7,82          | Baden-Wurtemberg                                        | Alemania                        |
| —     | —     | —        | —    | —                                         | Río Kocher                                | Río Kocher                                | Río Kocher                                | Río Kocher                                | Neckar            | 182           | 1932         | 7,81          | Baden-Wurtemberg                                        | Alemania                        |
| —     | —     | —        | —    | —                                         | Jagst                                     | Jagst                                     | Jagst                                     | Jagst                                     | Neckar            | 189           | 1830         | 18,60         | Baden-Wurtemberg                                        | Alemania                        |
| —     | —     | —        | —    | —                                         | Eyach                                     | Eyach                                     | Eyach                                     | Eyach                                     | Neckar            | 50            | 349          | 3,41          | Baden-Wurtemberg                                        | Alemania                        |
| —     | D     | 496.5    | 82   | Meno (Main)                               | Meno (Main)                               | Meno (Main)                               | Meno (Main)                               | Meno (Main)                               | Rin               | 524           | 27 292       | 225           |                                                         | Alemania                        |
| —     | —     | —        | —    | —                                         | Itz                                       | Itz                                       | Itz                                       | Itz                                       | Meno              | 80            | 1029         | 9,29          |                                                         | Alemania                        |
| —     | —     | —        | —    | —                                         | Wern                                      | Wern                                      | Wern                                      | Wern                                      | Meno              | 63,46         | 602          |               |                                                         | Alemania                        |
| —     | —     | —        | —    | —                                         | Saale Franconio                           | Saale Franconio                           | Saale Franconio                           | Saale Franconio                           | Meno              | 135           | 2765         | 175           |                                                         | Alemania                        |
| —     | —     | —        | —    | —                                         | Tauber                                    | Tauber                                    | Tauber                                    | Tauber                                    | Meno              | 130,63        | 1810         | 9,29          |                                                         | Alemania                        |
| —     | —     | —        | —    | —                                         | Kinzig                                    | Kinzig                                    | Kinzig                                    | Kinzig                                    | Meno              | 86            | 1058         | 10,84         |                                                         | Alemania                        |
| —     | —     | —        | —    | —                                         | Nidda                                     | Nidda                                     | Nidda                                     | Nidda                                     | Meno              | 89,7          | 1942         | 13,06         |                                                         | Alemania                        |
| —     | —     | —        | —    | —                                         | —                                         | Wetter                                    | Wetter                                    | Wetter                                    | Nidda             | 68,8          | 517          | 29,93         |                                                         | Alemania                        |
| —     | —     | —        | —    | —                                         | —                                         | Nidder                                    | Nidder                                    | Nidder                                    | Nidda             | 68,6          | 436          | 38,75         |                                                         | Alemania                        |
| I     | —     | 518.7    | ?    | Selz                                      | Selz                                      | Selz                                      | Selz                                      | Selz                                      | Rin               | 63            | 389          | 0,77          |                                                         | Alemania                        |
| I     | —     | 529.2    | 79   | Río Nahe                                  | Río Nahe                                  | Río Nahe                                  | Río Nahe                                  | Río Nahe                                  | Rin               | 125           | 4067         | 30,3          | Renania-Palatinado y Sarre                              | Alemania                        |
| —     | —     | —        | —    | —                                         | Glan                                      | Glan                                      | Glan                                      | Glan                                      | Nahe              | 89,7          | 1222         |               |                                                         | Alemania                        |
| —     | D     | 585,8    | 61   | Lahn                                      | Lahn                                      | Lahn                                      | Lahn                                      | Lahn                                      | Rin               | 245,6         | 5924         | 49,5          | Renania del Norte-Westfalia, Hesse y Renania-Palatinado | Alemania                        |
| —     | —     | —        | —    | —                                         | Ohm                                       | Ohm                                       | Ohm                                       | Ohm                                       | Lahn              | 59,8          | 984          | 7,95          |                                                         | Alemania                        |
| I     | —     | 592,3    | 59   | Río Mosela                                | Río Mosela                                | Río Mosela                                | Río Mosela                                | Río Mosela                                | Rin               | 544           | 28 286       | 428           |                                                         | Francia, Luxemburgo y Alemania  |
| —     | —     | —        | —    | —                                         | Meurthe                                   | Meurthe                                   | Meurthe                                   | Meurthe                                   | Mosela            | 161           | 3085         | 20            |                                                         | Francia                         |
| —     | —     | —        | —    | —                                         | —                                         | Mortagne                                  | Mortagne                                  | Mortagne                                  | Meurthe           | 75            | 582          | 6,72          |                                                         | Francia                         |
| —     | —     | —        | —    | —                                         | —                                         | Vezouze                                   | Vezouze                                   | Vezouze                                   | Meurthe           | 75            | 563          | 6,82          |                                                         | Francia                         |
| —     | —     | —        | —    | —                                         | Seille                                    | Seille                                    | Seille                                    | Seille                                    | Mosela            | 138           | 1348         | 10            |                                                         | Francia                         |
| —     | —     | —        | —    | —                                         | Río Sarre (Saar)                          | Río Sarre (Saar)                          | Río Sarre (Saar)                          | Río Sarre (Saar)                          | Mosela            | 227           | 7431         | 75            | Gran Este (FR), Sarre y Renania-Palatinado (DEU)        | Francia y Alemania              |
| —     | —     | —        | —    | —                                         | —                                         | Blies                                     | Blies                                     | Blies                                     | Sarre             | 99,5          | 1960         | 19,2          |                                                         | Alemania y Francia              |
| —     | —     | —        | —    | —                                         | —                                         | Prims                                     | Prims                                     | Prims                                     | Sarre             | 91            |              | 11            |                                                         | Alemania                        |
| —     | —     | —        | —    | —                                         | —                                         | Nied                                      | Nied                                      | Nied                                      | Sarre             | 114           | 1370         | 13            |                                                         | Alemania y Francia              |
| —     | —     | —        | —    | —                                         | Madon                                     | Madon                                     | Madon                                     | Madon                                     | Mosela            | 98            | 1032         | 11,1          |                                                         | Francia                         |
| —     | —     | —        | —    | —                                         | Orne                                      | Orne                                      | Orne                                      | Orne                                      | Mosela            | 80            | 1268         | 12            |                                                         | Francia                         |
| —     | —     | —        | —    | —                                         | Sauer                                     | Sauer                                     | Sauer                                     | Sauer                                     | Mosela            | 173           | 4259         | 34            |                                                         | Bélgica, Luxemburgo y Alemania  |
| —     | —     | —        | —    | —                                         | —                                         | Alzette                                   | Alzette                                   | Alzette                                   | Sauer             | 73            | 1172         | 11            |                                                         | Francia y Luxemburgo            |
| —     | —     | —        | —    | —                                         | —                                         | Our                                       | Our                                       | Our                                       | Sauer             | 78            | 187          | 10            |                                                         | Bélgica, Luxemburgo y Alemania  |
| —     | —     | —        | —    | —                                         | —                                         | Prüm                                      | Prüm                                      | Prüm                                      | Sauer             | 85            | 573          |               |                                                         | Alemania                        |
| —     | —     | —        | —    | —                                         | —                                         | —                                         | Nims                                      | Nims                                      | Prüm              | 59            | 264          |               |                                                         | Alemania                        |
| —     | —     | —        | —    | —                                         | Kyll                                      | Kyll                                      | Kyll                                      | Kyll                                      | Mosela            | 142           | 834          |               |                                                         | Alemania                        |
| —     | —     | —        | —    | —                                         | Lieser                                    | Lieser                                    | Lieser                                    | Lieser                                    | Mosela            | 73,6          | 402          |               |                                                         | Alemania                        |
| —     | —     | —        | —    | —                                         | Salm                                      | Salm                                      | Salm                                      | Salm                                      | Mosela            | 63,4          | 298          |               |                                                         | Alemania                        |
| —     | —     | —        | —    | —                                         | río Elz                                   | río Elz                                   | río Elz                                   | río Elz                                   | Mosela            | 58,9          | 221          |               |                                                         | Alemania                        |
| —     | D     | 610.2    | ?    | Wied                                      | Wied                                      | Wied                                      | Wied                                      | Wied                                      | Rin               | 102           | 771          |               |                                                         | Alemania                        |
| I     | —     | 629.4    | ?    | Río Ahr                                   | Río Ahr                                   | Río Ahr                                   | Río Ahr                                   | Río Ahr                                   | Rin               | 89            | 900          |               | Renania del Norte-Westfalia, Renania-Palatinado         | Alemania                        |
| —     | D     | 659,3    | ?    | Río Sieg                                  | Río Sieg                                  | Río Sieg                                  | Río Sieg                                  | Río Sieg                                  | Rin               | 155,2         | 2832         | 56,6          | Renania del Norte-Westfalia y Renania-Palatinado        | Alemania                        |
| —     | —     | —        | —    | —                                         | Nister                                    | Nister                                    | Nister                                    | Nister                                    | Sieg              | 64            | 246          |               |                                                         | Alemania                        |
| —     | —     | —        | —    | —                                         | Agger                                     | Agger                                     | Agger                                     | Agger                                     | Sieg              | 69,5          | 816          |               |                                                         | Alemania                        |
| —     | D     | 703.3    | ?    | Wupper                                    | Wupper                                    | Wupper                                    | Wupper                                    | Wupper                                    | Rin               | 116,5         | 827          | 15,4          | Renania del Norte-Westfalia                             | Alemania                        |
| I     | —     | 735.5    | ?    | Río Erft                                  | Río Erft                                  | Río Erft                                  | Río Erft                                  | Río Erft                                  | Rin               | 106,6         | 1838         | 16            |                                                         | Alemania                        |
| —     | D     | 780,2    | 20.2 | Río Ruhr                                  | Río Ruhr                                  | Río Ruhr                                  | Río Ruhr                                  | Río Ruhr                                  | Rin               | 219,3         | 4485         | 76,3          |                                                         | Alemania                        |
| —     | —     | —        | —    | —                                         | Möhne                                     | Möhne                                     | Möhne                                     | Möhne                                     | Ruhr              | 65,1          | 469          |               |                                                         | Alemania                        |
| —     | —     | —        | —    | —                                         | Lenne                                     | Lenne                                     | Lenne                                     | Lenne                                     | Ruhr              | 129,1         | 1352         | 30,3          |                                                         | Alemania                        |
| —     | D     | 797.7    | ?    | Emscher                                   | Emscher                                   | Emscher                                   | Emscher                                   | Emscher                                   | Rin               | 83,1          | 775          | 16            |                                                         | Alemania                        |
| —     | D     | 814,5    | 18   | Río Lippe                                 | Río Lippe                                 | Río Lippe                                 | Río Lippe                                 | Río Lippe                                 | Rin               | 220,1         | 4888         | 46            |                                                         | Alemania                        |
| —     | —     | —        | —    | —                                         | Alme                                      | Alme                                      | Alme                                      | Alme                                      | Lippe             | 59,1          | 763          | 4,6           |                                                         | Alemania                        |
| I     | —     | 925.5    | ?    | Río Mosa (Maas) (1904-1970 independiente) | Río Mosa (Maas) (1904-1970 independiente) | Río Mosa (Maas) (1904-1970 independiente) | Río Mosa (Maas) (1904-1970 independiente) | Río Mosa (Maas) (1904-1970 independiente) | Rin               | 925           | 34 548       | 400           |                                                         | Francia, Bélgica y Países Bajos |
| —     | D     | ?        | ?    | Río IJssel (Delta)                        | Río IJssel (Delta)                        | Río IJssel (Delta)                        | Río IJssel (Delta)                        | Río IJssel (Delta)                        | Rin               | 123           |              | 280           |                                                         | Países Bajos                    |
| —     | —     | —        | —    | —                                         | Berkel                                    | Berkel                                    | Berkel                                    | Berkel                                    | IJssel            | 114,6         | 849          | 9             |                                                         | Alemania y Países Bajos         |
| —     | —     | —        | —    | —                                         | Schipbeek                                 | Schipbeek                                 | Schipbeek                                 | Schipbeek                                 | IJssel            | 85,3          | 352          | 4             |                                                         | Alemania y Países Bajos         |
| —     | —     | —        | —    | —                                         | Vechte                                    | Vechte                                    | Vechte                                    | Vechte                                    | IJssel            | 182           | 5741         | 50            |                                                         | Alemania y Países Bajos         |

## Derecho internacional
Previsto en el Congreso de Viena, el régimen para la internacionalización del Rin fue instituido por las convenciones de Maguncia (1831) y Mannheim (1868). La Comisión Central para la Navegación del Rin incluía a los representantes de los Estados ribereños; elaboró proyectos y juzgó disputas relacionadas con la navegación en el Rin. Modificado por el Tratado de Versalles (1919) y reanudado después de la Segunda Guerra Mundial, el régimen ahora está más abierto y más restrictivo, ya que La Comisión tiene un poder regulador real.

## El Rin en la cultura
El puente sobre el Rin en Arnhem (Países Bajos), fue el escenario de la batalla de Arnhem durante la fallida Operación Market Garden en septiembre de 1944, argumento central de la película de Richard Attenborough A Bridge Too Far (Un puente demasiado lejano).
El puente sobre el Rin en Remagen se hizo famoso también durante la Segunda Guerra Mundial –se rodó una película con el nombre homónimo El puente de Remagen–, cuando la Wehrmacht no pudo demoler el puente a tiempo, permitiendo sorprendentemente a las tropas aliadas establecer una cabeza de puente en territorio alemán.